# 발리섬
발리섬(인도네시아어: Bali)은 인도네시아의 섬으로 자와섬 동쪽에 자리하고 있다. 관광지로 널리 알려져 있다. 인구는 약 310만 명이다.
소순다 열도에 속한 섬으로 자와섬에서 북쪽으로 3.2 km 떨어져 있다. 길이 153 km, 폭 112 km 크기로 면적은 5,700 km2이다. 가장 높은 산은 섬 북동부에 위치한 3,148 m의 아궁산으로 1963년에도 분화한 적이 있는 활화산이다.

## 역사

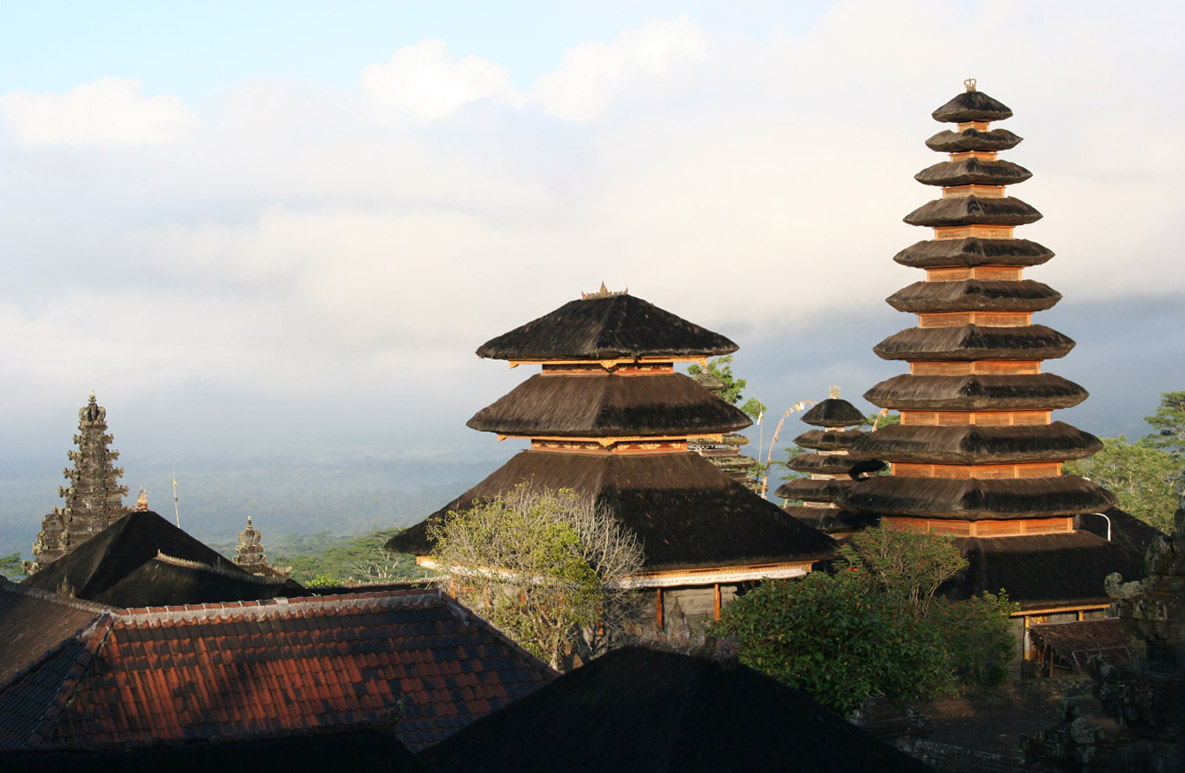
브사키 사원

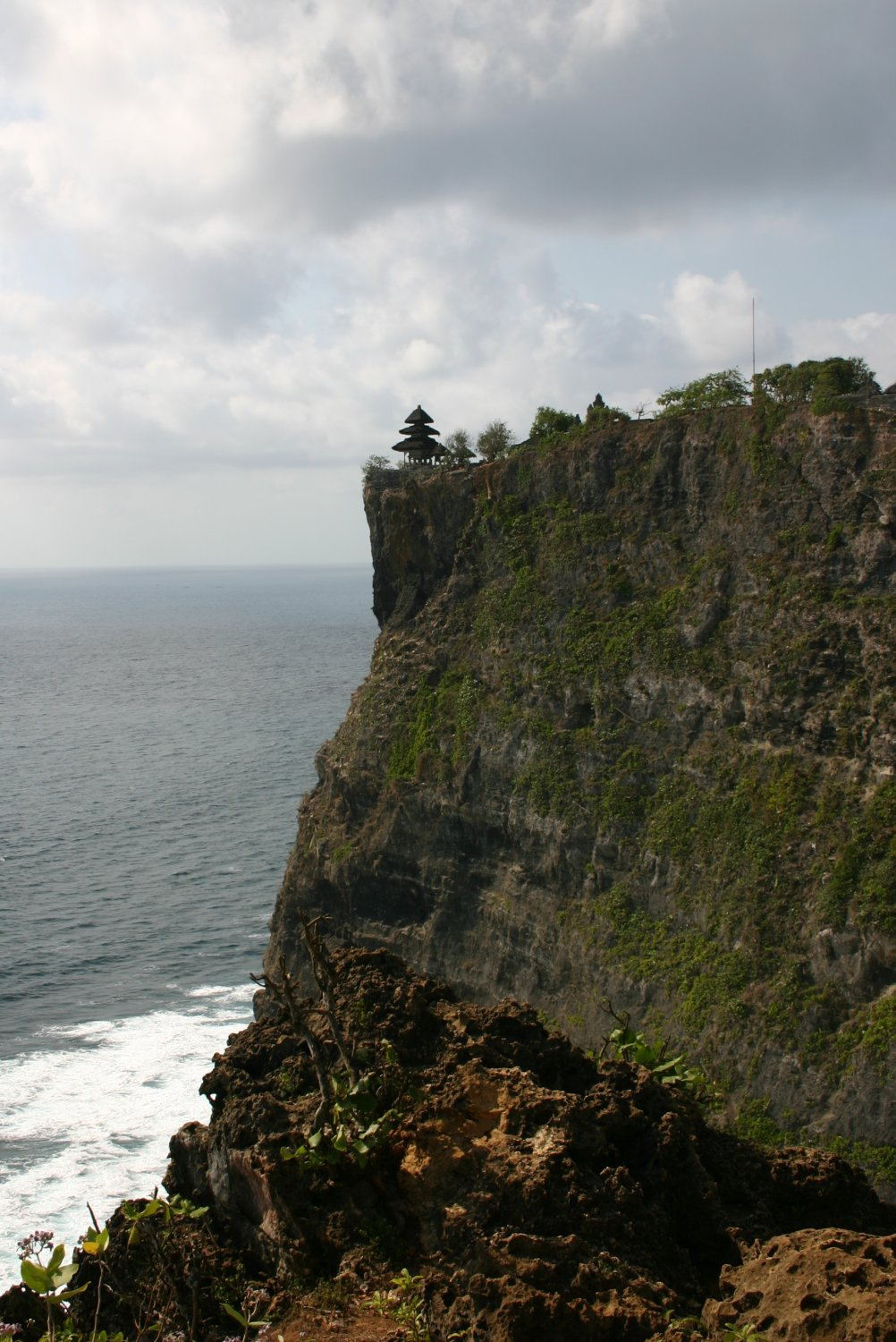
울루와뚜 사원

### 선사 시대
기원전 2000년경에는 대만에서 기원한 오스트로네시아어족이 거주하고 있었다. 기원전 1세기경부터 교역을 통해 인도와 중국의 영향을 받게 되었고, 동손 문화의 영향을 받은 구리 북(銅鼓)이 발견되는 등 오래전부터 사람이 살면서, 벼농사를 중심으로 한 문명이 시작하고 있었다.
4세기에 들어서면서 힌두교에 속하는 자바 사람들이 건너와 살게되었고, 힌두 자바 시대를 맞아 그 초기부터 자바 왕의 지배 하에 발전을 계속했다. 그리고 913년 무렵에, 드디어 스리 케사리 와르마데와(Sri Kesari Warmadewa)를 통해 자신의 와르마데와 왕조가 세워졌다고 한다.

### 자바 왕조(11~16세기)
11세기에 들어가면 발리의 왕조는 동 자바의 쿠디리 왕국과의 관계를 강화하게 된다. 스박크 등 21세기에도 계속되고 있는 전통적인 문화, 관습의 기원은 적어도 당시까지 거슬러 올라갈 수 있다. 예를 들어, 카얀간 티가 사원의 건립은 현재 자바에서 건너온 힌두 승려 쿠트란이 확장하였다. 1248년, 쿠디리 왕국을 멸망시킨 자바 신가사리 왕국의 쿠루타나가라 왕의 군대에 정복되어 복속을 당하였다. 8년 후, 바로 그 신가사리 왕조(Kerajaan Singhasari)는 새로운 마자파힛 왕조에 의해 멸망했기 때문에, 다시 자유를 누리게 된다.
1342년, 발리는 마자파힛 왕국에 침입을 받아 400년 가까이 계속된 와르마데와 왕조는 종말을 맞는다. 마자파힛 왕국, 쿠디리 왕국의 후예 무프 크레스나 쿠파키산의 넷째 아들 스리 쿠트트 크레스나 쿠파키산을 보내 젤젤 왕국을 건설하게 했다. 그래서 발리는 마자파힛 왕국의 간접적인 지배 하에 있게 된 것이다.
그러나, 16세기에 마쟈파힛 왕국이 이슬람 세력의 침입에 의해 쇠망하면서, 왕국의 신하들, 승려, 공예사들이 발리에 피난을 오게 된다. 그리고 그들의 영향에 의해서 고전 문학이나 그림자극, 음악이나 조각 등 힌두 자바의 영향을 받은 문화가 꽃 피었다. 또, 자바에서 건너온 힌두의 고승 ‘댄 할 니라르타’가 타나 롯 사원이나 울루와뚜 사원 등 수많은 사원을 건립하는 등, 종교 측면에서도 많은 발전이 있었다.

### 군웅할거 시대(17~19세기)
그러나 젤젤 왕국의 황금 시대는 오래 지속되지 못했고, 1651년, 신하의 반란으로 인해 젤젤 왕이 클룽쿵(Klungkung)으로 천도하면서 실권은 각 지역에 거점을 둔 귀족가의 손으로 넘어가 버린다. 그리고 17세기에서 18세기에 걸쳐 각지의 귀족은 자신이 마자파힛 정복기의 정통 귀족(특히 힌두교 고승 와오라오)임을 자칭하면서, 클룽쿵 왕국은 다른 7개의 작은 나라(타바난 왕국, 바둔 왕국, 기아나루 왕국, 카란가스무 왕국, 반리 왕국, 문위 왕국)로 나뉘게 되었고, 발리는 군웅할거의 시대를 맞게 된다.
17세기에는 네덜란드 동인도 회사를 비롯한 유럽 세력의 진출이 시작되었지만, 별다른 특산품 없었던 발리는 식민지 통치의 관심지역에서 벗어나 각 지역의 왕족 지배에 의한 자치가 오랫동안 계속되었다. (참고로, 발리에 처음 도착한 유럽인은 1597년 네덜란드 상선 대원이었다).

### 네덜란드 식민 지배와 발리 르네상스

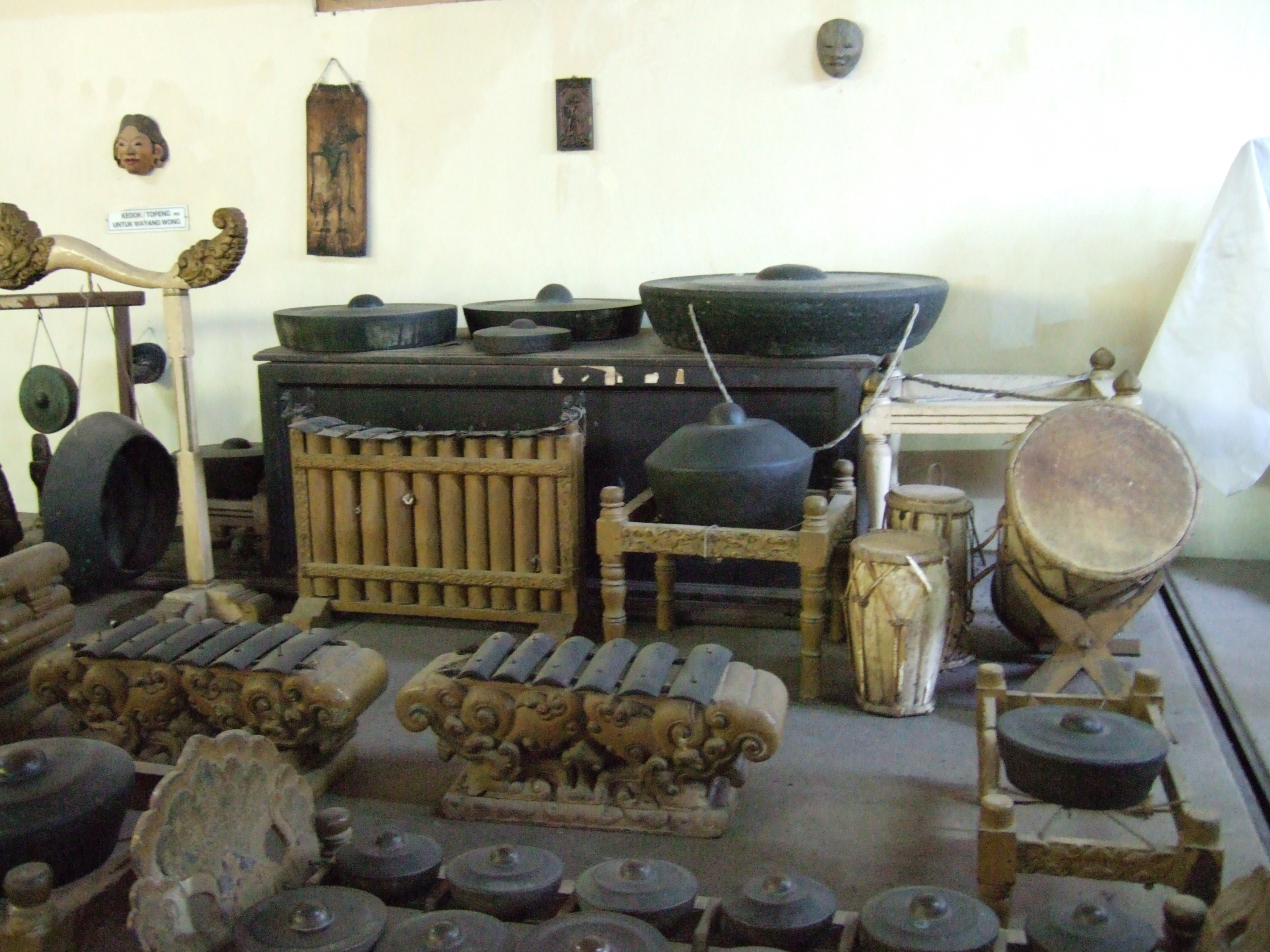
가믈란

19세기 말이 되면서 당시의 불어닥친 제국주의 열풍의 유행 아래서 네덜란드가 발리의 식민지화를 추진하여, 각 지역의 왕가를 무력으로 정복하였다. 먼저 1846년 발리 쪽의 난파선을 끌어올린다는 요청을 빌미로, 발리 동북에 군대를 상륙시켜 부레렝(Buleleng)과 젬브라나(Jembrana)를 점령하였다. 그리고 침공을 진행하여, 1908년에는 마지막 남은 클룽쿵 왕국을 멸망시키고, 발리 전체를 식민지화 시켰다. 그러나 이때 발리 왕족, 귀족들이 보였주었던 ‘뿌뿌탄’(Puputan, 무저항 대량 자결)으로 네덜란드는 국제적인 비난을 받게 되었고, 네덜란드 식민지 정부는 현지 전통 문화를 보전하는 정책을 내놓게 된다.
이 전통 문화 보호 정책에 큰 영향을 준 것이 1917년 발리섬 남부 지진 이후에 닥친 재앙이다. 이 지진으로 인한 사망자, 부상자는 1000명을 넘었고, 다음 해 1918년 세계적으로 유행한 독감이 발리에도 퍼졌으며, 1919년 발리 남부에 생쥐가 대량으로 발생해 곡물 수확량이 격감 하였다. 이런 역경을 두고 당시 발리 사람들은 정치적, 사회적 혼란 속에서 신들에 대한 의례를 다하지 않았던 신들의 진노로 받아들였다. 이것을 진정시키기 위해 ‘바론의 행진’과 ‘상향 드다리’(Sanghyang Dedari, 빙의 무용)가 성행하게 되고, 주술적인 의례, 놀이 활동이 발리에서 활성화되었다. 그러나 이러한 일시적인 현상을 네덜란드 사람들은 발리의 전통 문화로 이해하고, 재해 복구와 함께 보호를 진행한 것이다. 특히 부흥 계획의 중심 인물이었던 건축가 모엔은 발리의 진정한 전통 문화의 존재를 믿고, 지진 이전 발리가 중국 문화와 유럽 문화를 잘못 받아들이고 있었다는 것을 문제 삼았고, 이러한 "실수"를 부흥의 과정에서 배제하려하였지만, 결국 그 또한 오리엔탈리즘의 틀에서 벗어날 수 없었다고 평가받고 있다.
위와 같은 네덜란드의 문화보호 정책을 배경으로 발리는 "마지막 낙원"이라는 캐치 프레이즈가 "반신 누드 부녀" 그림과 함께 서양에 소개되었다. 특히 그레고르 클라우제의 발리 사진 컬렉션에 매료된 서양 예술가들이 섬으로 오게 되었다. (1924년 바타비아 - 싱아라자 간의 정기선 취항이 시작되었다). 1932년에 발리를 방문한 찰리 채플린은 "발리 행을 결정한 것은 형 시드니였다. 이 섬은 아직 문명의 손길이 미치고 있지 않고, 섬의 아름다운 여자들은 가슴을 드러내고 있다는 이런 이야기가 나의 관심을 자아냈다."라고 적고 있다 (또한, 이전의 관광객 수는 1920년대에는 연간 1,200~3,000명 정도였으나, 1930년대 중반에는 연간 3만명에 이르렀다고 하는 통계도 볼 수 있다.

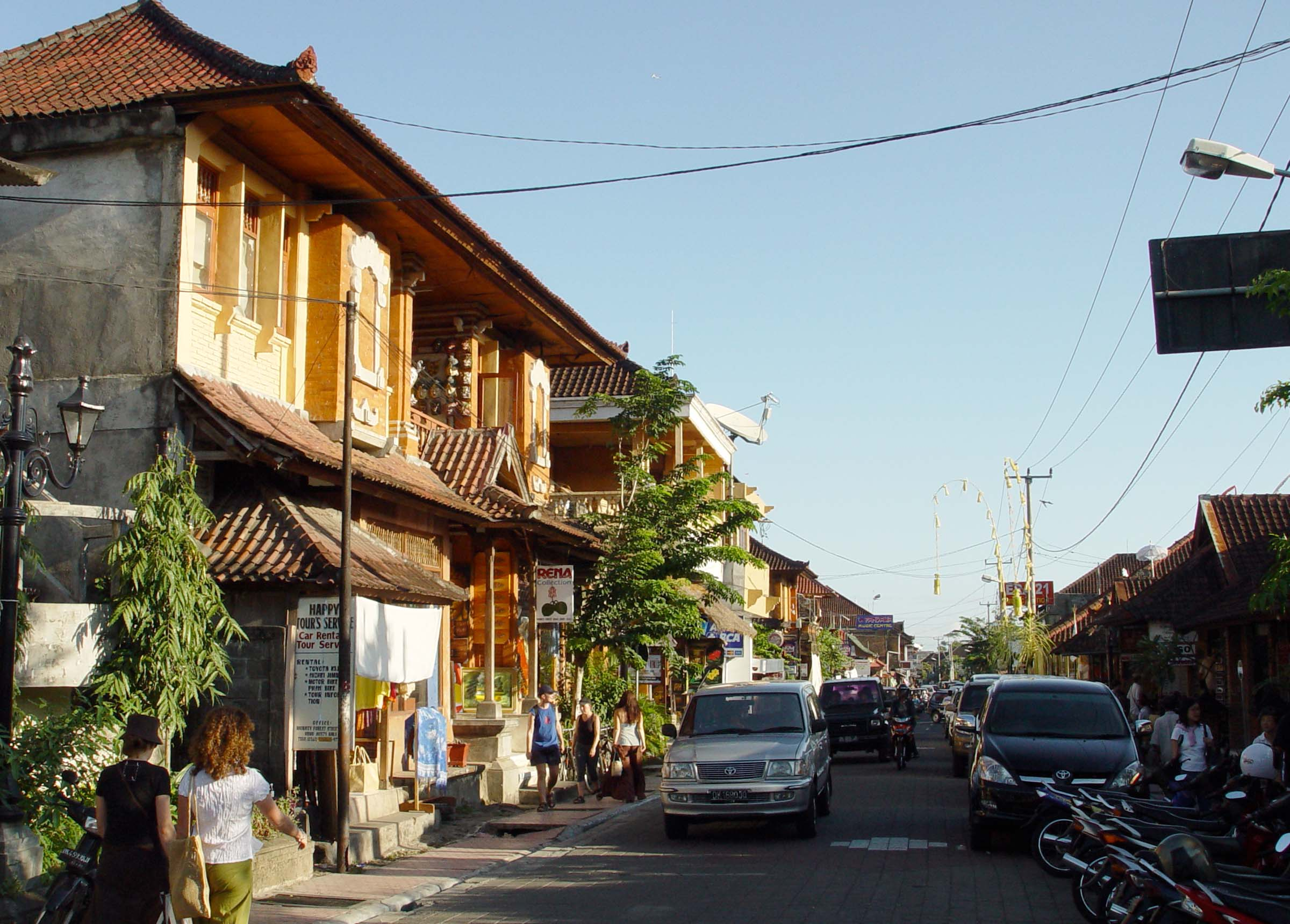
예술의 마을 우붓

이렇게 서양인의 영향을 받아 1930년대 발리는 "발리 르네상스" 시대를 맞이하여 현재의 관광 중심이 된 음악 (가믈란 등), 무용 (레공, 께짝 등), 회화의 양식이 탄생하게 되었다. 이 중심에 있던 것은 우붓의 영주였던 ‘초코르다 스카와티’ 일족에 초대받은 독일인 화가이자, 음악가인 발터 스피스(Walter Spies)이다. 그의 집으로 멕시코의 화가 미겔 코바루비어스(Miguel Covarrubias)나 캐나다의 음악 연구가 콜린 맥피(Colin McPhee), 인류 학자 마가렛 미드(Margaret Mead), 그레고리 베이트슨(Gregory Bateson), 오스트리아 작가 비키이 바움(Vicki Baum) 등이 모였다. 그들은 대체로 "진정한 발리"를 지향하여 "발리의 발리화"를 추진하게 되었다.
또한 네덜란드는 계급의 위계질서를 확립하기 위해 각 지역의 왕족을 통한 간접 지배를 하였다. 관개 도로 등 농업 시설을 정리하고, 아편이나 커피 등의 상업 작물의 재배를 장려하면서, 학교를 세우고, 풍속을 개혁하여 나신을 금지시키는 등 유럽적인 근대화 정책도 실시했다. 또한 귀족과 평민 사이의 격차가 강조되는 반면에, 노예 제도가 폐지되는 등 평민 사이의 신분 차이가 줄어들어 "평등한 촌락 사회"라는 특성이 자리 잡게 되었다.

### 제2차 세계대전과 독립

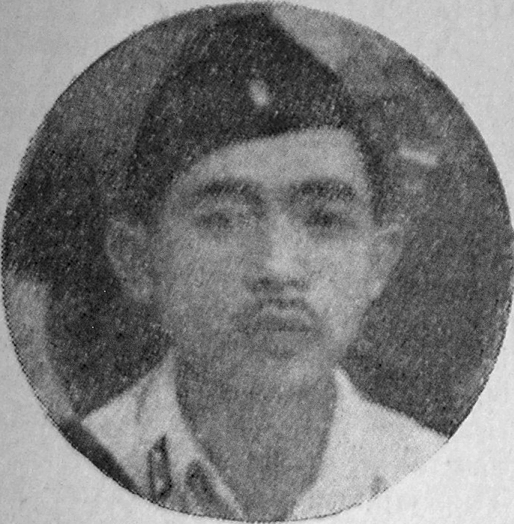
독립영웅 구스티 응우라 라이

1942년 2월, 일본군이 발리를 침공하였다. 네덜란드 군이 주둔하고 있지 않았기 때문에, 일본군에 거의 피해없이 발리 해전에서 승리했고 불과 20일만에 네덜란드 군은 항복했다. 처음에는 식민지에서 해방되었다고 반겼지만, 네덜란드의 식민지 지배와 다를 바가 없었고, 전쟁으로 인한 현지인들의 징발로 인해 불만이 증폭되었다. 그 당시 육군 장교였던 구스티 응우라 라이는 발리인들과 함께 자유군을 결성했다. 1944년 중반에 자바와 연계한 항일운동이 전개되었고, 같은 해 9월, 인도네시아 독립을 용인하는 코이소 성명이 발표되었고, 1945년 4월 수카르노가 발리에 찾아와 인도네시아 독립의 필요성을 연설하였다. 민족 단합의 기운이 갑자기 높아지면서 7월에 "소순다 건국 동지회"를 결성하였다.
1945년 8월 15일 일본이 항복을 하자, 네덜란드는 빠르게 발리로 돌아왔다. 1945년 8월 17일, 자카르타에서 수카르노가 인도네시아의 독립을 선언하였다. "소순다 국가"로 발리에서는 친공화국 파에 의한 통치 체제의 확립이 기획되어 있었다. 그러나 전쟁 이후의 구체제의 붕괴가 진행되지 않고, 1946년 3월 다시 네덜란드가 상륙을 하자, 친공화국 파의 시도는 실패로 끝났다. 이 네덜란드가 상륙하자 격렬한 게릴라전이 전개되었고, 절정에 달했던 1946년 11월 20일, 발리 서쪽 마루가에서, 구스티 응우라 라이 중령이 장렬하게 전사하였고, 그가 이끌었던 게릴라 부대도 전멸했다(그러나 그 이름은 오늘날 발리 관문인 응우라라이 공항(덴파사르 국제공항 현지 정식 명칭)에 남게 되었다). 또한 이때는 본국에 귀국하지 못하고, 잔류하였던 일본군도 가세하였다. 이들 중에는 학도병으로 징병된 조선인 "양칠성"도 있었으며, 그는 1975년 11월 인도네시아의 가릇 영웅묘지에 독립영웅으로 안장되었다.
이 게릴라전을 진압한 네덜란드는 1946년 12월 발리를 네덜란드가 직접 다스리는 "동인도네시아 국가"에 귀속, 자치령으로 선언하고 구체제를 이용한 네덜란드 의한 간접 통치가 재개되었다. 그러나 이 중에서도 공화국파와 친네덜란드파의 항쟁은 이어져 1949년 네덜란드가 인도네시아에 주권 이양을 한 후 공화국파가 우세를 점하게 되었고 1950년 독립을 성취하였다. 결국 발리는 공화국으로 통합이 결정되었다. 그러나 수카르노 시대의 발리 사회는 매우 혼란하였고, 특히 국민당과 공산당의 정치적인 대립이 지역 사회에까지 이르렀다. 1965년의 9월 30일 사건을 발단으로 공산당 토벌하였고, 일설에 의하면 발리에서만 10만명이 학살되었다고 전한다.

### 수하르토 정권

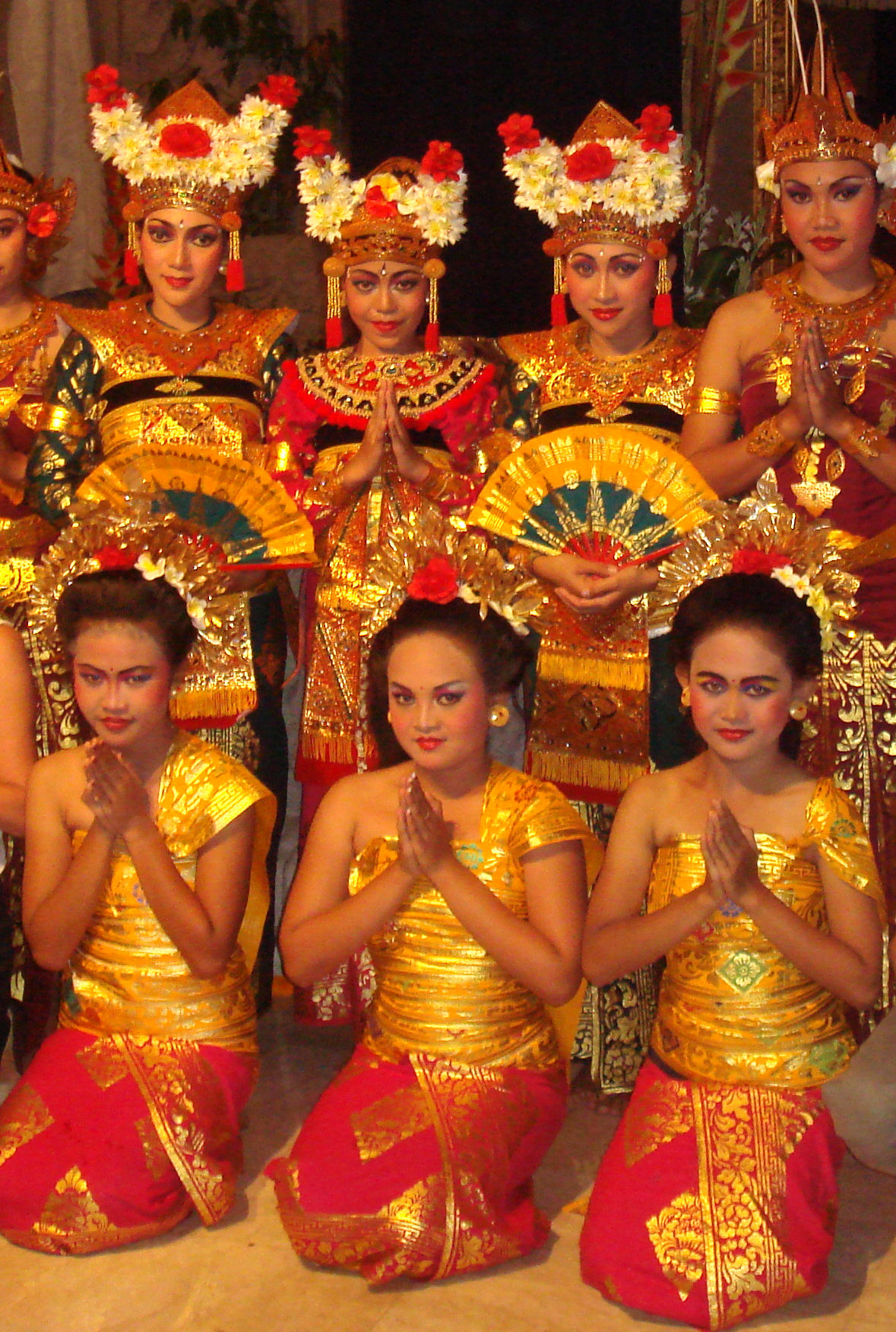
우붓의 전통 무용수

수하르토의 개발 독재 시대에 들어가면서 발리는 간신히 평온을 되찾는다. 그리고 인도네시아 정부의 세심한 배려의 하에 외화 획득을 목표로 하는 관광 개발이 시작되었고, 1970년대 이후 세계적인 관광지로 성장하게 되었다.
1963년 일본에서 받은 전쟁배상금으로 사누르 발리 비치 호텔이 건설되었고, 1966년 개장을 하게 되었다. 1967년에 응우라 라이 공항이 개항하면 사누르가 발리에 매스 투어리즘의 첫 메카가 되었다.
그러나 당시 사누르와 꾸따는 비계획적인 개발이 진행되어 인프라 면에서도 큰 지장을 초래하였기 때문에, 자카르타 중앙 정부는 새로운 누사두아 패키지 형식의 고급 리조트를 개발하기로 결정하였다. 그러나 당시의 오일 쇼크 등 세계적인 경제 불황으로 인해 개발이 진행되지 않았고, 1983년에 불과 450개의 객실로 누사두아 해변이 개장되었다. 그런데 누사두아는 세계 유수의 호텔이 즐비하게 늘어선 리조트로 발전해 간다.
이렇게 발리의 관광 개발은 오랫동안 중앙 정부 주도로 진행되었고, 관광 관련 세수의 대부분을 중앙으로 들어갔다. 그러나 현지 사람들은 이 같은 중앙 정부 주도의 "만들어진 전통"을 그대로 받아들이지 않고, 반대로 자신의 전통 가치에 대한 자각을 하면서, 획일적인 이미지와 관광 마인드와 마주하면서 자신의 문화를 교묘하게 단련해 간다.
1989년에 접어들어 발리 주정부는 독립적으로 관광 개발 마스터 플랜을 검토하였고, 가자마다 대학(Gadjah Mada University)에서 종합 관광 마을 형태의 개발이 제시되자 이것을 채용한다. 누사두아와 같은 대규모 개발과 정반대를 이룬 발리 마을의 일상적인 생활 문화를 체험할 수 있는 "관광 마을"의 정비가 시작되어 현재의 뿐구리뿌란, 자티루이드 두 마을이 완성되었다.

### 지방자치
수하르토 정권 말기에는 중앙 주도의 대규모 개발에 대한 우려가 커졌고, 아닷트에 뿌리를 둔 환경 보호 운동이 전개되었다. 1998년 수하르토 정권의 붕괴 이후, 1999년 지방분권을 통해 지역 자치 운동이 거세지고 있다. 그리고 그 움직임을 가속시킨 것이 두 차례에 걸친 테러 사건이다. 발리는 유럽 선진국에서 부유한 백인 관광객이 모이는 동시에, 이교도인 힌두교 영역이었기 때문에 2001년 미국 동시 다발 테러 사건 이후 이슬람 과격파에 의한 국제테러리즘의 표적이 되었던 것이다. 그리고 다음 두 번의 대규모 무차별 테러 사건이 발생했다.
2002년 10월 12일 꾸따 지역에 있는 디스코 클럽을 겨냥한 자살 폭탄 테러로, 202명의 피해자가 발생했다. 2005년 10월 1일에는 짐바란 지역과 꾸따 지역의 레스토랑을 겨냥한 동시 다발 자살 폭탄 테러가 발생하여 3명의 사망자를 포함하여, 23명의 사상자가 발생하였다. 모두 이슬람 과격파에 의한 두 번의 테러 사건으로 발리의 관광 산업은 심각한 영향을 받게 되었지만, 2007년 사상 최고의 외국인 여행객수를 기록하는 등, 지금은 예전의 활기를 되찾고 있다. 그러나 한편 현지 사회에서는 자바에서 유입되는 무슬림 이민 노동자의 증가에 대한 사회적 불안이 높아지고 있다.

## 지리

### 개요

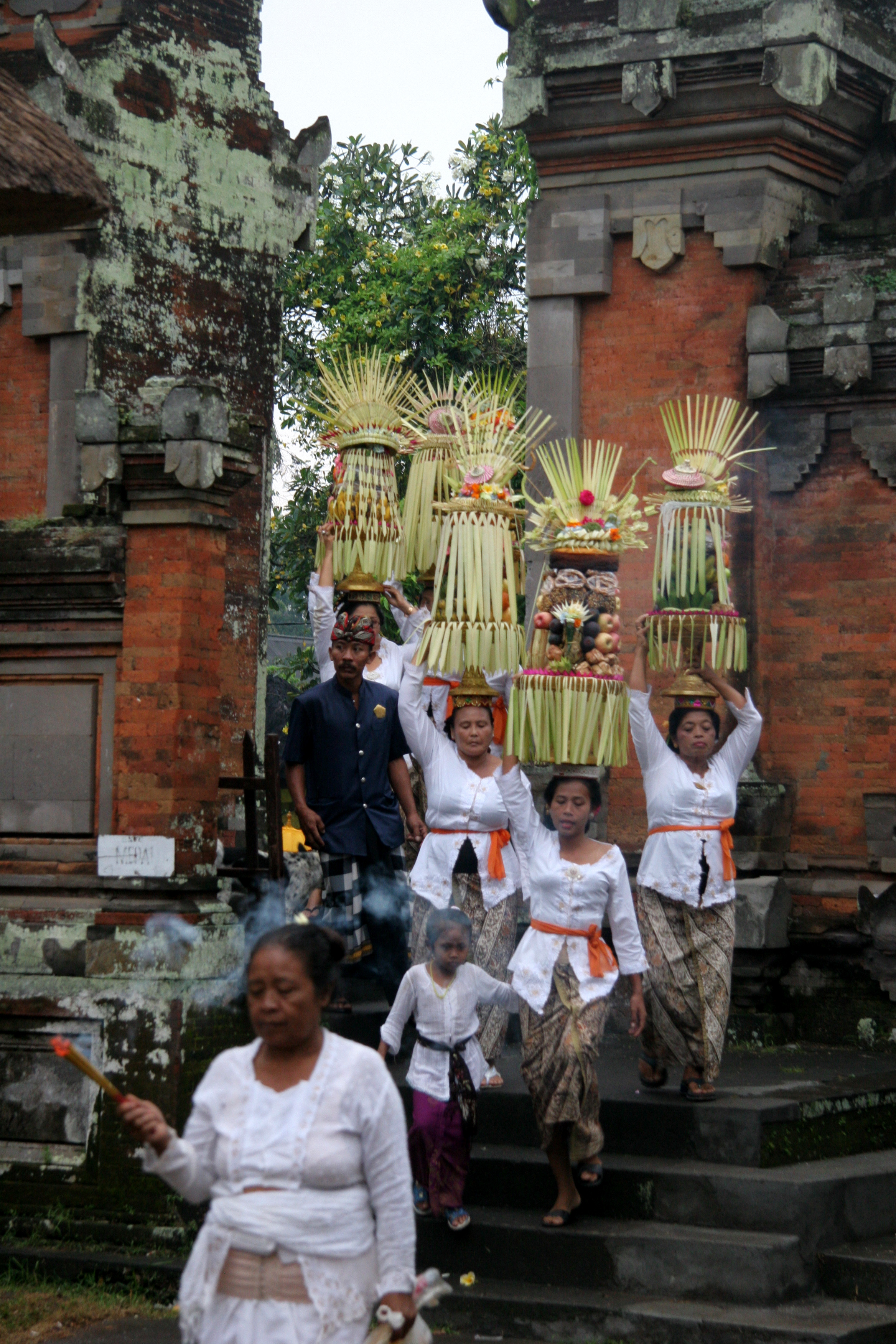
발리의 신전

발리섬은 알프스-히말라야 조산대에 속하는 소순다 열도의 서쪽 끝에 위치하고 있다. 섬의 서쪽에는 발리 해협을 사이에 두고 대선다 열도에 속하는 자와섬이, 동쪽에는 롬복 해협을 사이에 두어 롬복섬을 포함한 누사 트가라 제도가 있어, 띠모양의 열도의 하나를 이루고 있다. 발리 해협의 가장 좁은 곳은 3 km 정도이며, 발리의 해안에서는 자와섬의 자형을 파악할 수 있다.
이러한 지리적 관계에 있는 발리섬은 넓은 인도양을 중심으로 필리핀에서 홍해까지를 잇는 태평양의 넓은 녹지대에 위치해, 다른 동남아시아 지역처럼, 옛날부터 이 넓은 바다를 이용한 교역이 발달하여 사람과 물건, 말과 사상의 이동, 교통의 요지가 되었다. 그리고 이 교역을 통제하여 사람들의 생활을 형성하는 왕국이 탄생해, 발리섬의 역사가 시작되었다.

### 지형

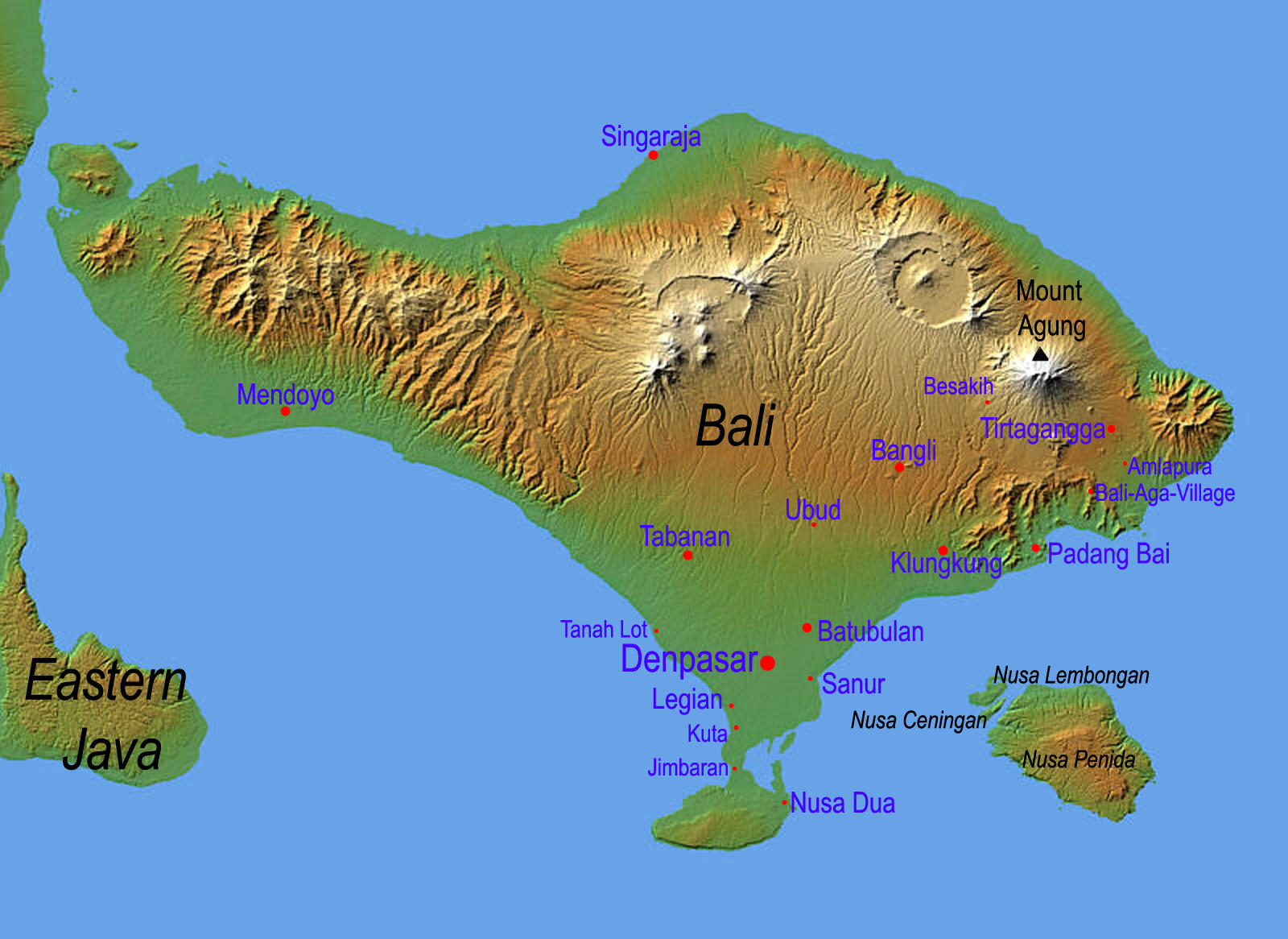
발리의 지형

발리섬은 면적이 5,633 km로 섬의 북부를 동서로 화산맥이 달려, 발리 힌두교 신앙의 성산으로 여기는 아군산(해발 3,142 m)이나 킨타마니 고원으로 알려진 바트르산(해발 1,717 m) 등 많은 화산을 가지고 있다. 근처에는 온천이 용출 하고 있다. 이 화산대의 활동은 발리섬의 극히 비옥한 토양을 가져다 주었고, 때로는 사람들에게 재해를 가져왔다.
그리고 발리섬의 남부의 화산맥에 위치하는 브라탄 호수 등의 호수로부터의 아래로 흘러 내려간다. 스박크로 불리는 전통적인 수리 조직에 의해서 21 세기 초까지 그 자연 환경과 함께 유지되고 있다. 그리고 이 수계에 의해서 섬의 남쪽 전체가 초록이 넘치는 토지가 되었다.

### 기후

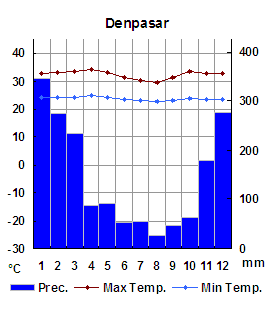
덴파사르의 기후 그래프

발리섬 주변은 사바나 기후에 속하며, 계절은 북서 계절풍이 부는 우기(10월 - 3월)와 남동 계절풍이 부는 건기(4월~9월)로 명확하게 나뉜다. 이 계절풍에 의한 거센 파도는 해상 교통에 지장을 주기도 하지만, 상대적으로 외침으로부터의 보호막이 되기도 하여 독립성을 유지한 역사적 발전을 이루게 되었다. 건기의 사이는 동부, 북부를 중심으로 물부족 현상이 나타나기도 하며, 우기에는 하루에 2~3시간 스콜이 내린다. 심할 때에는 300 mm의 집중호우가 내릴 때도 있으며, 도로가 침수되기도 한다.
| 덴파사르 (응우라라이 국제공항)의 기후                                        | 덴파사르 (응우라라이 국제공항)의 기후 | 덴파사르 (응우라라이 국제공항)의 기후 | 덴파사르 (응우라라이 국제공항)의 기후 | 덴파사르 (응우라라이 국제공항)의 기후 | 덴파사르 (응우라라이 국제공항)의 기후 | 덴파사르 (응우라라이 국제공항)의 기후 | 덴파사르 (응우라라이 국제공항)의 기후 | 덴파사르 (응우라라이 국제공항)의 기후 | 덴파사르 (응우라라이 국제공항)의 기후 | 덴파사르 (응우라라이 국제공항)의 기후 | 덴파사르 (응우라라이 국제공항)의 기후 | 덴파사르 (응우라라이 국제공항)의 기후 | 덴파사르 (응우라라이 국제공항)의 기후 |
| 월                                                                           | 1월                                   | 2월                                   | 3월                                   | 4월                                   | 5월                                   | 6월                                   | 7월                                   | 8월                                   | 9월                                   | 10월                                  | 11월                                  | 12월                                  | 연간                                  |
| ---------------------------------------------------------------------------- | ------------------------------------- | ------------------------------------- | ------------------------------------- | ------------------------------------- | ------------------------------------- | ------------------------------------- | ------------------------------------- | ------------------------------------- | ------------------------------------- | ------------------------------------- | ------------------------------------- | ------------------------------------- | ------------------------------------- |
| 역대 최고 기온 °C (°F)                                                       | 34.0 (93.2)                           | 33.0 (91.4)                           | 35.5 (95.9)                           | 33.4 (92.1)                           | 32.8 (91.0)                           | 33.3 (91.9)                           | 32.9 (91.2)                           | 31.5 (88.7)                           | 33.5 (92.3)                           | 33.6 (92.5)                           | 34.0 (93.2)                           | 35.0 (95.0)                           | 35.5 (95.9)                           |
| 일평균 최고 기온 °C (°F)                                                     | 30.9 (87.6)                           | 30.9 (87.6)                           | 31.0 (87.8)                           | 31.0 (87.8)                           | 30.5 (86.9)                           | 29.8 (85.6)                           | 29.0 (84.2)                           | 29.1 (84.4)                           | 30.0 (86.0)                           | 31.0 (87.8)                           | 31.6 (88.9)                           | 30.8 (87.4)                           | 30.5 (86.8)                           |
| 일일 평균 기온 °C (°F)                                                       | 27.9 (82.2)                           | 27.9 (82.2)                           | 28.0 (82.4)                           | 28.1 (82.6)                           | 27.7 (81.9)                           | 27.1 (80.8)                           | 26.5 (79.7)                           | 26.2 (79.2)                           | 26.7 (80.1)                           | 27.6 (81.7)                           | 28.1 (82.6)                           | 27.9 (82.2)                           | 27.5 (81.5)                           |
| 일평균 최저 기온 °C (°F)                                                     | 25.1 (77.2)                           | 25.0 (77.0)                           | 25.0 (77.0)                           | 25.1 (77.2)                           | 24.9 (76.8)                           | 24.6 (76.3)                           | 24.1 (75.4)                           | 23.8 (74.8)                           | 23.8 (74.8)                           | 24.6 (76.3)                           | 25.3 (77.5)                           | 25.3 (77.5)                           | 24.7 (76.5)                           |
| 역대 최저 기온 °C (°F)                                                       | 20.8 (69.4)                           | 20.7 (69.3)                           | 22.3 (72.1)                           | 20.2 (68.4)                           | 18.5 (65.3)                           | 19.9 (67.8)                           | 19.4 (66.9)                           | 17.5 (63.5)                           | 18.4 (65.1)                           | 20.2 (68.4)                           | 20.6 (69.1)                           | 20.8 (69.4)                           | 17.5 (63.5)                           |
| 평균 강수량 mm (인치)                                                        | 388.4 (15.29)                         | 298.7 (11.76)                         | 213.9 (8.42)                          | 114.5 (4.51)                          | 72.8 (2.87)                           | 50.8 (2.00)                           | 29.7 (1.17)                           | 16.1 (0.63)                           | 40.7 (1.60)                           | 67.9 (2.67)                           | 149.4 (5.88)                          | 299.3 (11.78)                         | 1,742.2 (68.58)                       |
| 평균 강수일수                                                                | 18.8                                  | 16.5                                  | 13.3                                  | 8.8                                   | 6.5                                   | 4.7                                   | 3.3                                   | 1.9                                   | 2.8                                   | 4.8                                   | 10.3                                  | 15.9                                  | 107.6                                 |
| 평균 상대 습도 (%)                                                           | 82                                    | 84                                    | 83                                    | 82                                    | 83                                    | 83                                    | 80                                    | 80                                    | 80                                    | 83                                    | 80                                    | 81                                    | 82                                    |
| 평균 월간 일조시간                                                           | 197.0                                 | 190.4                                 | 222.1                                 | 237.9                                 | 264.6                                 | 239.8                                 | 262.6                                 | 277.4                                 | 269.6                                 | 281.1                                 | 246.4                                 | 186.2                                 | 2,875.1                               |
| 출처 1: Starlings Roost Weather (평년값: 1991년~2020년, 극값: 1999년~2023년) |                                       |                                       |                                       |                                       |                                       |                                       |                                       |                                       |                                       |                                       |                                       |                                       |                                       |
| 출처 2: 유엔식량농업기구 (상대습도: 1961년~1990년)                           |                                       |                                       |                                       |                                       |                                       |                                       |                                       |                                       |                                       |                                       |                                       |                                       |                                       |

연중 기온의 변화는 거의 없고, 연간 최저평균기온은 약 24도, 최고평균기온은 약 31도, 또, 평균 습도는 약78%로 덥고 습도도 높지만, 체감 기온은 바다 바람에 의해 훨씬 부드럽다. 그러나 최근에는 건기와 우기의 구분이 거의 느껴지지 않을 정도로 온난화의 영향을 받아 연중 높은 기온을 나타내고 있으며 우기 중 한낮의 최고기온이 34도 이상을 웃도는 뜨거운 기후를 나타내고 있다.

### 생태
발리의 동식물의 대부분은 아시아의 다른 제도에서 건너온 것으로, 발리 고유의 것은 드물다. 아시아에 특징적으로 보이는 동물상, 식물상이 일반적으로 존재하고 있다. (동쪽 롬복섬과 생태-지리적 경계를 나타내는 월리스 선이 지나가고 있다.)
동물은 옛날부터 호랑이, 들소, 원숭이, 딱따구리, 비단뱀, 도마뱀 등이 많이 서식하고 있고, 300 가지 이상의 조류를 관찰할 수 있다. 1940년 경에는 발리 호랑이가 멸종되었고, 조류 유일의 발리 고유종인 발리 스타틀링도 멸종 위기에 놓여있다. 또한, 근대 농업의 진전과 리조트의 농약 살포 등으로 인해 생태계의 변화도 볼 수 있다. 발리에서 유일한 벌판이 남아 있는 서부 국립 공원은 회색 원숭이나 다람쥐, 이구아나 등 야생 동물이 서식하고 있다. 또한 발리의 사람들에게 익숙한 토케이게코라는 대형 도마뱀은 울음소리를 7번 연속으로 들으면, 행복이 찾아온다는 전설이 있으며, 해충을 잡아먹기 때문에 중요하게 다뤄지고 있다.

## 행정
- 발리섬은 발리 주를 이루고 있으며 주도는 덴파사르이다. 8개의 군(kabupaten)과 1개의 시(kota)로 구성된다.
- 시(kota)
  - * 덴파사르
- 군(kabupaten)
  - 바둥(Badung) - 군도 망구푸라
  - 방리(Bangli) - 군도 반글리
  - 부레렝(Buleleng) - 군도 싱아라자(Singaraja)
  - 기아야르(Gianyar) - 군도 기안야르(Gianyar)
  - 젬브라나(Jembrana) - 군도 네가라(Negara)
  - 까랑가셈(Karangasem) - 군도 암라푸라(Amlapura)
  - 끄룽꿍(Klungkung) - 군도 세마라푸라(Semarapura)
  - 따바난(Tabanan) - 군도 따바난(Tabanan)

## 경제

### 관광업
| 순위        | 국가           | 관광객 (명) |
| ----------- | -------------- | ----------- |
| 1           | 오스트레일리아 | 1,225,425   |
| 2           | 중국           | 1,185,764   |
| 3           | 인도           | 371,850     |
| 4           | 영국           | 283,539     |
| 5           | 미국           | 273,317     |
| 6           | 일본           | 257,897     |
| 7           | 대한민국       | 213,324     |
| 8           | 프랑스         | 206,814     |
| 9           | 독일           | 194,773     |
| 10          | 말레이시아     | 184,477     |
| 2019년 기준 |                |             |

1963년 수카르노 정권 당시, 덴파사르의 사누르 해변에 발리 비치 호텔을 건설하면서, 발리의 관광업이 활성화되기 시작했다. 발리 비치 호텔 건설 전에는 관광용 호텔이 겨우 3개 뿐이었다. 이 때를 기점으로 호텔과 레스토랑 건설이 발리섬 전역에 퍼지기 시작했다. 1970년 응우라라이 국제공항이 개장한 이후 발리 관광은 더욱 증가했다. 부레렝 지방 정부는 관광업을 경제 발전과 사회 복지의 중심 중 하나로 선정해 장려했다.

## 사람

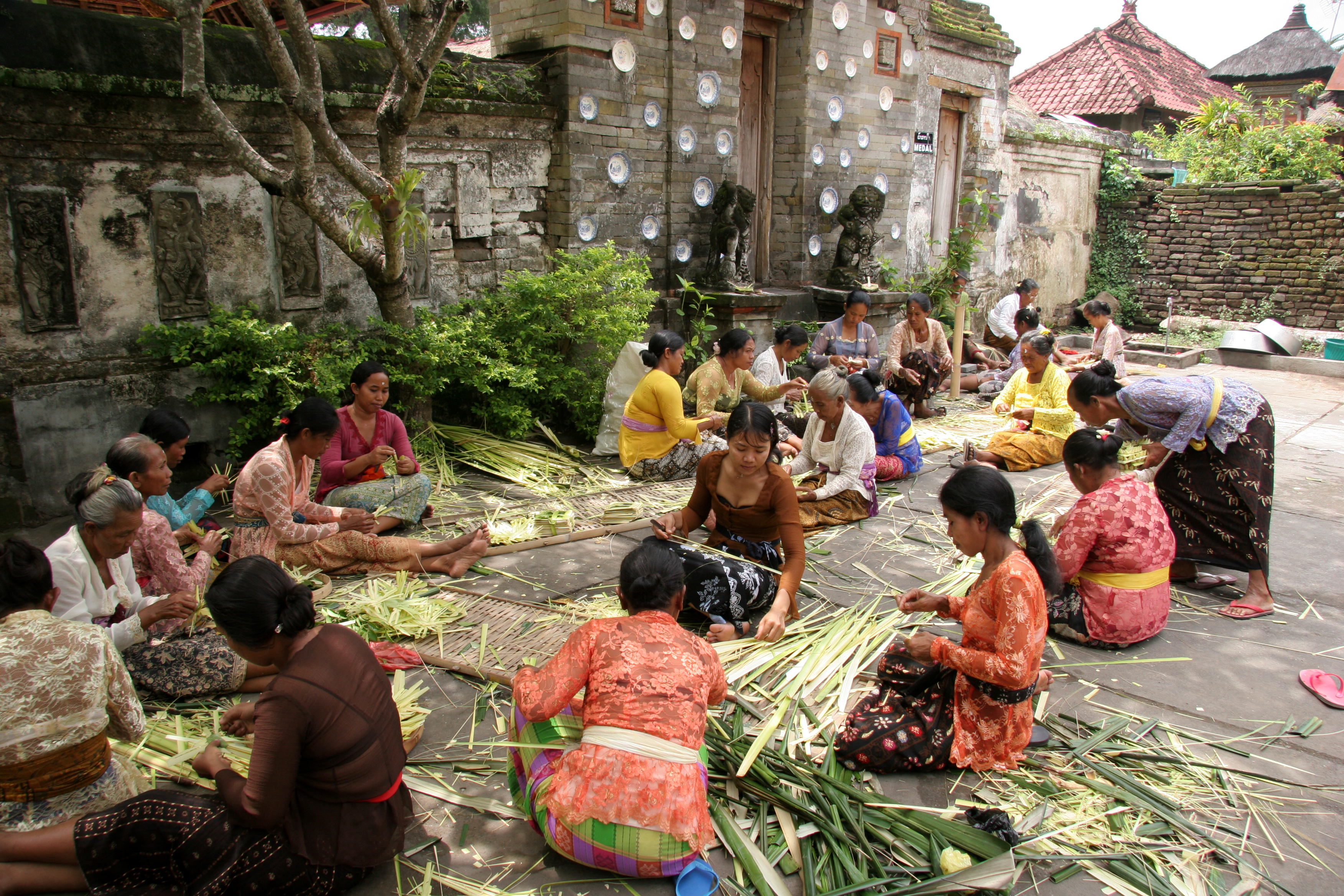
의식을 준비하는 여인들

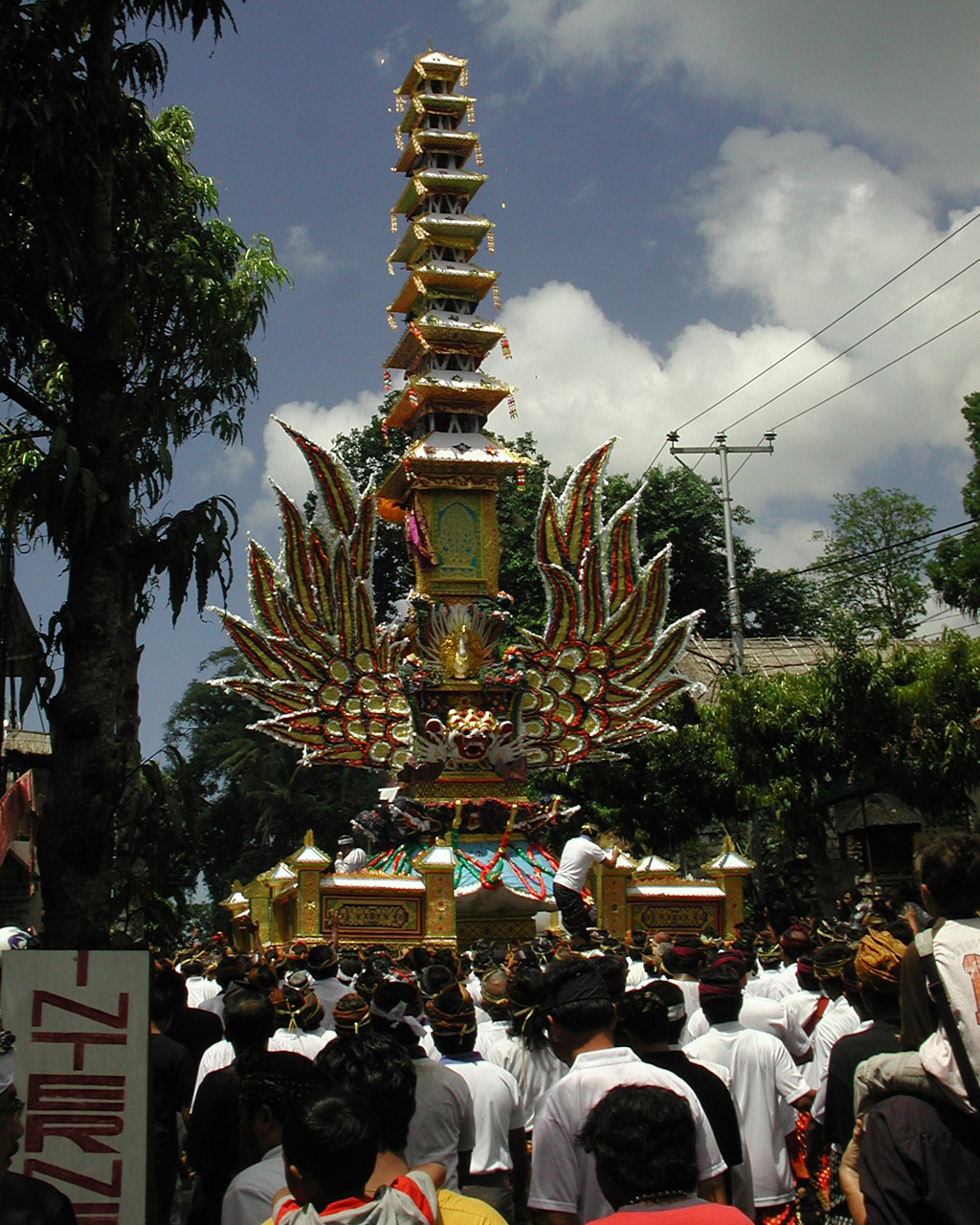
장례행렬

발리의 지역 사회는 발리 힌두교에 근거한 유일한 전통 양식 (아닷트)에 따라 생활이 영위되고 있으며, 네덜란드 식민지 이후에도 현대 행정 (디나스)과 병존하는 형태로 계속되고 있다. 21세기에 들어와서도 여전히 반자르와 데사라는 지역 사회를 기반으로 다양한 노동 작업 (고통 로용)이나 종교 의례가 공동으로 거행되었으며, 반자르에서 추방은 "죽음"와 사형선고와 마찬가지로 여겨지고 있다.
또한 발리 사람들은 특정 목적에 대해 "스카" 내지 "스카하"이라는 그룹을 형성하고 대응하는 것이 많다. 예를 들어, 가믈란 연주단, 청년 단체, 무용단, 자경단, 합창단 등 상황에 따라, 스카는 반자르 이상 형성되어, 많은 반자르와 달리 가입 탈퇴가 자유롭다. 이러한 공동체를 "다원적 집단성"이라고 부르고 있다.
이처럼 사람들은 반자르 등 지역 조직에 속해서, 어릴 때부터 이웃과 품앗이를 하는 마음을 지니고 있으며, 싸움을 좋아하지 않는다. 이러한 배경도 있고, 주민의 성격은 매우 온화하다.

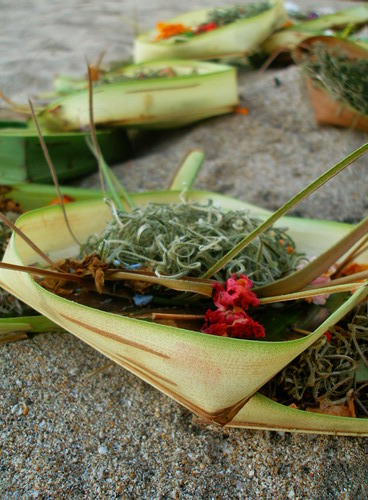
모래 위에 바치는 제물(쿠타 비치)

### 종교
2005년 통계에 따르면 발리섬에는 3,151,162 명의 사람이 살고 있다. 이슬람교가 많은 인도네시아의 다른 지역과는 달리 발리섬 사람의 92%는 지역화된 힌두교인 발리 힌두교를 믿는다. 그 뒤로는 이슬람교(5.7%), 기독교(1.4%), 불교(0.6%) 순이다.(2003년 통계)
"신들의 섬"이라고 일컬어지는 발리에서는 사람의 약 90%가 발리 토착 신앙과 인도 불교 및 힌두교의 융합에 의해 성립된 발리 힌두교를 신앙으로 받들고 있다. 발리 전통 마을 (데사, 아닷트)에서는 토지와 조상신에 대한 믿음을 신봉하며 살아가고 있으며, 사람들은 데사 아닷트 위치를 깨끗이 하고 더러움을 방지하는 의무를 지고 있다. 이 때문에 오래전부터 관습(아닷트)도 꽤 짙게 남아 있어 상점이나 집 앞에는 매일 아침 챠난이라는 제사의식을 진행하는 등 종교 활동에 많은 시간이 보내고 있다. 따라서 매일 발리섬 어딘가에서 축제가 행해지고 있는 것이다. 발리 사람들은 축제에 대해 사랑이라는 이야기를 자주 듣게 되는데, 발리 사람들에게 축제(우파차라)는 어디까지나 이상과 같은 종교 의식 같은 것이다. 이러한 배경에서 발리 사람들은 매우 영적으로 만족하는 사람이 많은 것으로 알려져 있다.
또한 발리 힌두교의 세계관은 방향에 따라 지행되고 있다. 특히 중요한 것이 "카쟈"(산쪽)와 "쿠롯도"(바다쪽)의 조합이다. 카쟈과 쿠롯도 대비는 위와 아래, 우세와 열세, 깨끗함과 더러움과 같은 상징적인 가치관과 밀접하게 연결되어 있으며, 사원의 위치와 장례식 장소, 저택의 구조 등이 대비 따라 정해져 있다. 또한 질서관에서 사람의 머리를 만지거나, 머리에 손을 대는 것이나, 왼손으로 돈을 취급하거나, 식사를 하는 것은 금기로 되어 있다.
인도네시아의 독립 이후에는 판차실라에 따라 아친탸 또는 상향위디와사 신을 최고신으로 믿는 교리가 강화되었다.
이렇게 발리는 발리 힌두교의 교리에 뿌리를 둔 세계를 추구하고 있지만, 1990년대 이후 자바섬을 중심으로 많은 사람들이 관광 산업에 종사할 목적으로 이주를 시작하여 관광업에 종사하는 무슬림이 급증하고 있다.

### 언어
전통적인 언어로 많은 사람들이 발리어를 사용해 왔지만, 공식적으로는 인도네시아의 공용어인 인도네시아어가 사용되고, 학교 교육과 주요 언론도 인도네시아어를 이용하고 있다. 도시 지역은 인도네시아 어를 주로 사용하는 계층이 증가하고 있다. 그러나 2000년대에서 지방분권화를 배경으로 발리 문화 부흥 운동 (아제구 발리)의 일환으로, 의무 교육으로 발리 문자를 배우는 것을 병행하고 있다. 그리고, 2006년부터는 발리 포스트에서 "오루티 발리"는 발리의 신문이 주간으로 복간되어 발리 문학 작가들이 작품을 발표하고, 발리의 라디오 방송이 활발하게 진행되고, 발리어로 된 가요도 유행시키고 있다.
대부분의 발리 사람들은 언어를 두 개 이상 구사할 수 있다. 관광 사업 때문에 영어가 세 번째로 많이 쓰이는 언어가 되었다.

## 문화

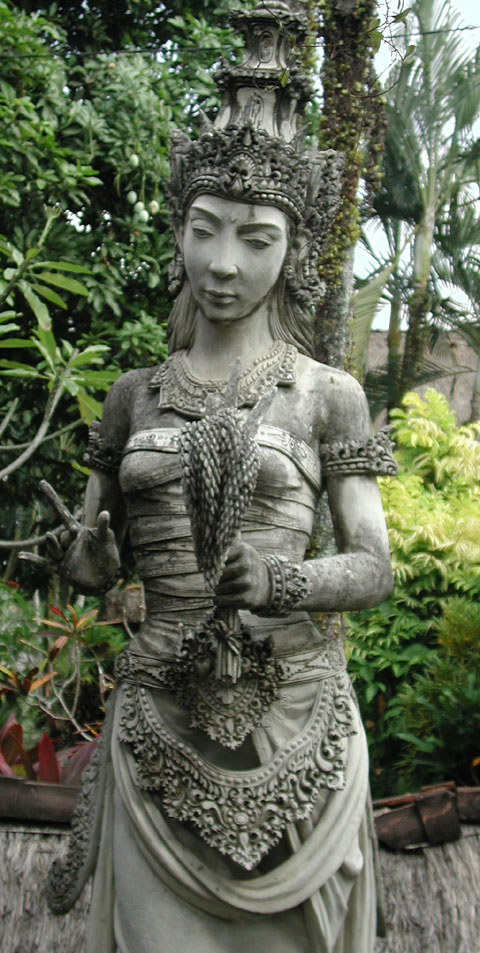
곡식의 여신 듀이스리

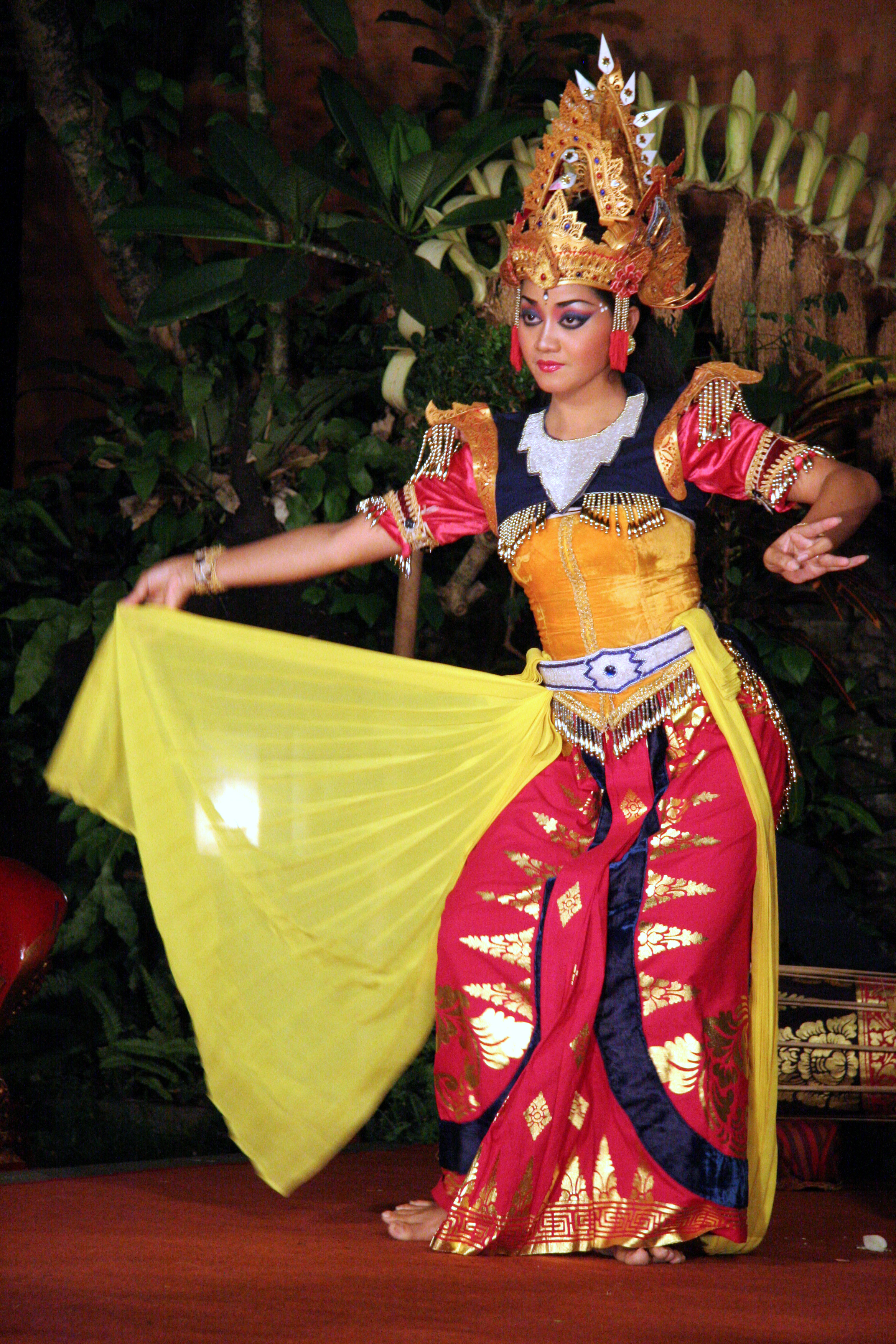
레공 춤

섬 남부를 중심으로 토지가 비옥하기 때문에, 옛날부터 발리 사람들은 여유로운 생활을 보낼 수 있었다. 그래서 농민들은 아침, 저녁 각각 2,3 시간 일하면서 나머지 시간을 회화, 조각, 음악, 무용 등의 창작 활동에 종사하여, 미술, 예술이 발전하게 되었다. 그 결과 발리섬은 공연 예술, 그림, 조각 등 예술로 유명해졌다.
발리의 예술은 오래전부터 인도의 흔적이 남아 있으며, 세대를 거치면서, 발리 고유의 토착적인 성격이 강해졌다. 인도의 흔적이 짙게 남은 유물로 페즐에서 출토된 점토로 만든 봉납판(8세기)에는 인도 팔라 제국의 미술을 연상시키는 불교 삼존 상이 그려져 있다. 또한 인도 힌두교의 석조인 두르가 상(11 세기 무렵)도 걸작으로 꼽힌다.
다만, 오늘의 발리에서 볼 수 있는 예술은 관광객을 위한 예능과 미술로, 1920년대 이후의 네덜란드 식민지 시대 이후의 역사 속에서 발리를 방문한 유럽인들과의 교류를 통해 형성된 것이다. 그리고, 이러한 문화, 예능은, 당시의 유럽인에 의해서, 또는 전후의 인도네시아 정부에 의해서, 그리고 관광객에 의해서, 발리의 '전통 문화'로 상징화되어 관광 공연이 발리의 전통으로 자리를 잡았다.
수하르트 체제 붕괴 후 지방 분권화가 가속화되면서, 지역 자치의 확립을 목표로 하는 움직임이 인도네시아 사회 전체로 확산되면서, 발리에서는 지역 문화 진흥을 목표로 삼고, 《발리 포스트》를 중심으로 ‘발리 TV’가 만들어지는 등 아제그 발리 운동이 일어났다.
발리 요리도 독특하며, 인도네시아의 다른 지역과 달리 바비 굴링(Babi Guling)과 같은 발리 요리에서는 돼지고기가 흔히 사용된÷다.

### 음악과 춤

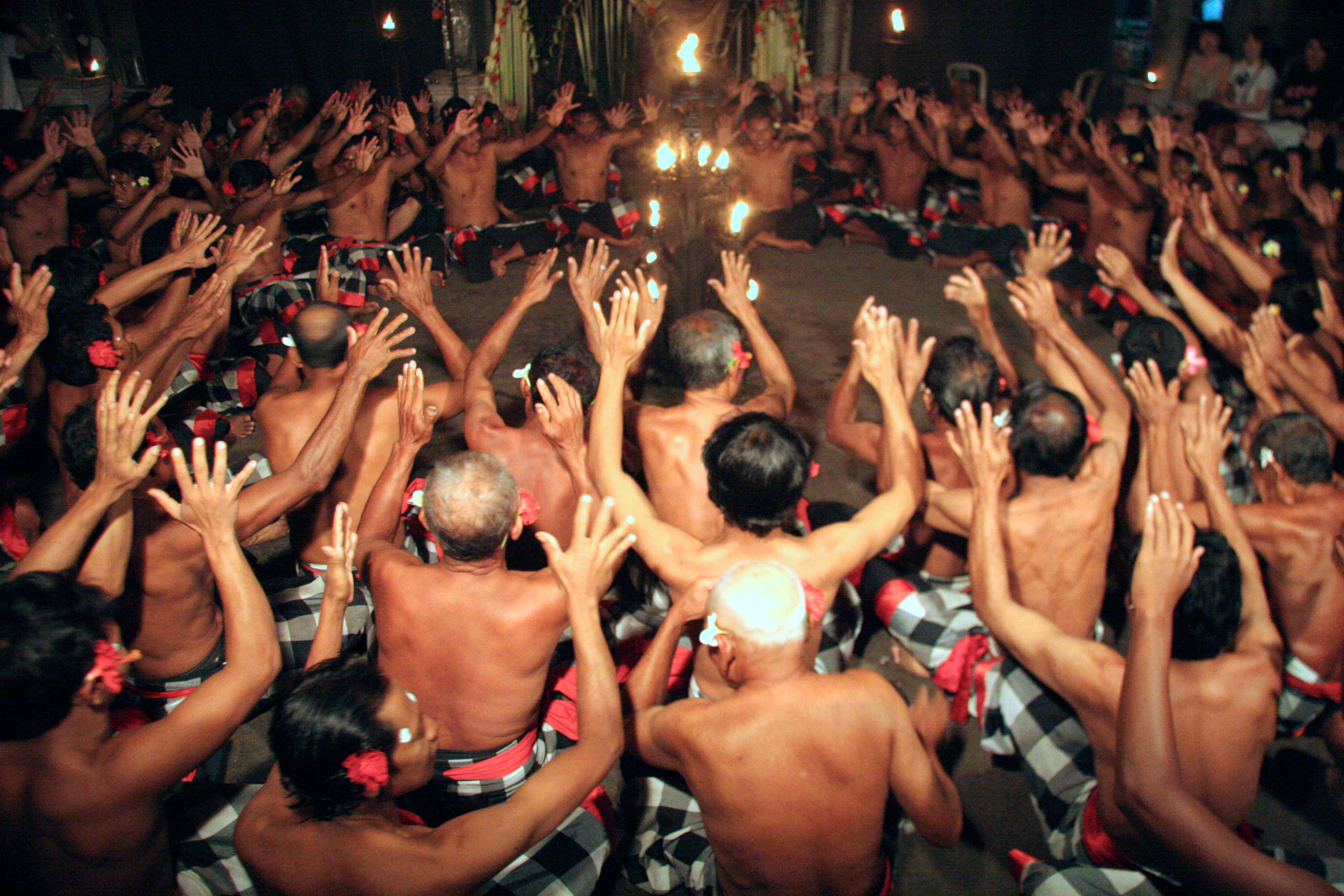
께짝 댄스

발리의 가멜란 음악은 매우 발전되어 있다. 라마야나 같이 힌두교의 서사시를 표현한 춤도 있다. 발리의 춤으로 유명한 것 가운데에는 펜뎃, 레공, 바리스, 토팽, 바롱, 께짝 등이 있다.
발리의 제례와 의례에는 항상 춤을 수반한다. 그러한 무도, 음악, 예술에는 께짝과 레공, 바롱 댄스, 빙의 무용인 상향 드다리, 그리고 이 춤들의 반주에 사용되는 가믈란과 쥬고구 (대나무 가믈란)가 잘 알려져 있다. 이들은 확실히 원래는 공동체의 종교 의례로 행해 온 것이지만, 지금은 관광객에게 보여주기 위해 공동체의 제사에서 분리된 창작 예술이 되었다.
그 성립 과정을 보면, 네덜란드 식민 통치 시대 당시 중심지 싱아라자(Singaraja)에서 쿠비야르라는 불리는 무용과 음악, 가믈란 편성이 탄생했다. 그리고 1920년대 후반에 관광객을 안내하던 운전사를 통해 순식간에 남부에도 퍼졌고, 관광을 위한 창작 활동이 왕성해져서 무용 예술이 종교적 맥락에서 분리되었다.
예를 들어 바롱과 랑다의 싸움을 모티브로 한 챠로나란 극은 원래 종교 의식으로 19세기 말에 성립되었지만, 변성의식 상태에 빠진 남자가 크리스(Kris, 굽은 단검)로 가슴을 찌르는 장면을 볼 수 있는 오늘 날의 오락성이 가미된 형태는 1930년대 전후에 "관광객들에게 알기 쉽게 보여주기 위해" 추가된 요소이다.
오늘 발리의 무용 예술은 종교적인 중요성에 따라 다음의 3 단계로 구분되어 있다.
- 타리 왈리(tari wali)

공동체의 종교 의식 그 자체, 또는 의식을 마치는 역할을 하는 무용을 말한다. "왈리"는 "공물" 내지 "제물"을 의미한다. 루잔, 뻰뎃트, 산간, 바리스 그데 등이 포함된다.
- 타리 베발리(tari bebali)

와리에 비해 의식성을 약하지만, 종교 의식에 대한 반주 또는 봉헌할 때 사용하며 토벤, 간푸 등이 있다.
- 타리 발리(tari balih - balihan)

바리는 "보여주는 것"을 의미하며, 관상용, 오락용으로 만들어진 것을 말한다. 쿠비야르 스타일이 여기에 속한다.
오늘날 발리 예술의 문제점은 관광 사업과 관계를 맺으면서 그 고유성이 점점 떨어지고 있다는 것이다.

### 그림자극

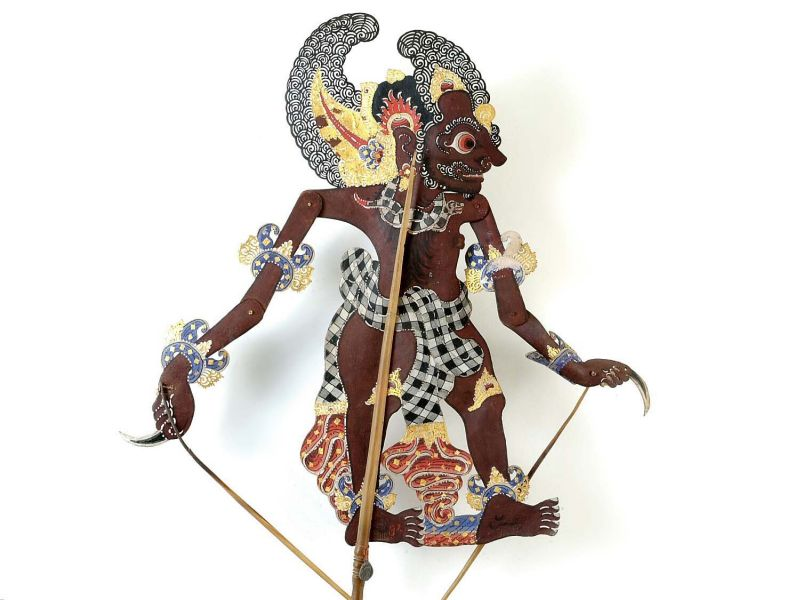
발리 와양

그림자극(와양)은 발리의 사람들에게 시공을 초월한 지식과 교양의 원천이다. 즉, 예능으로서 와양, 그것을 감상하는 인간의 의식의 바닥에 점점 쌓여가서 잠재적인 가치 체계가 된다. 와양 스토리는 주로 고대 인도의 서사시다. '라마야나’, '마하바라타'이고, 인형을 조정하는 다랑은 산스크리트의 지식을 가진 특별한 승려인 프단다가 맡는다. 또한 1990년대 후반 무렵부터 와양 첸 브론으로 불리는 엔터테인먼트 요소가 가민된 와양이 젊은이들의 인기를 끌게 되어, 전통적인 와양은 쇠퇴 추세에 있다.
2003년 유네스코 인류구전 및 무형유산 걸작"에 지정을 받았지만, 세계 유산으로 등록된 것은 2009년 9월 1일이었다.

### 공예

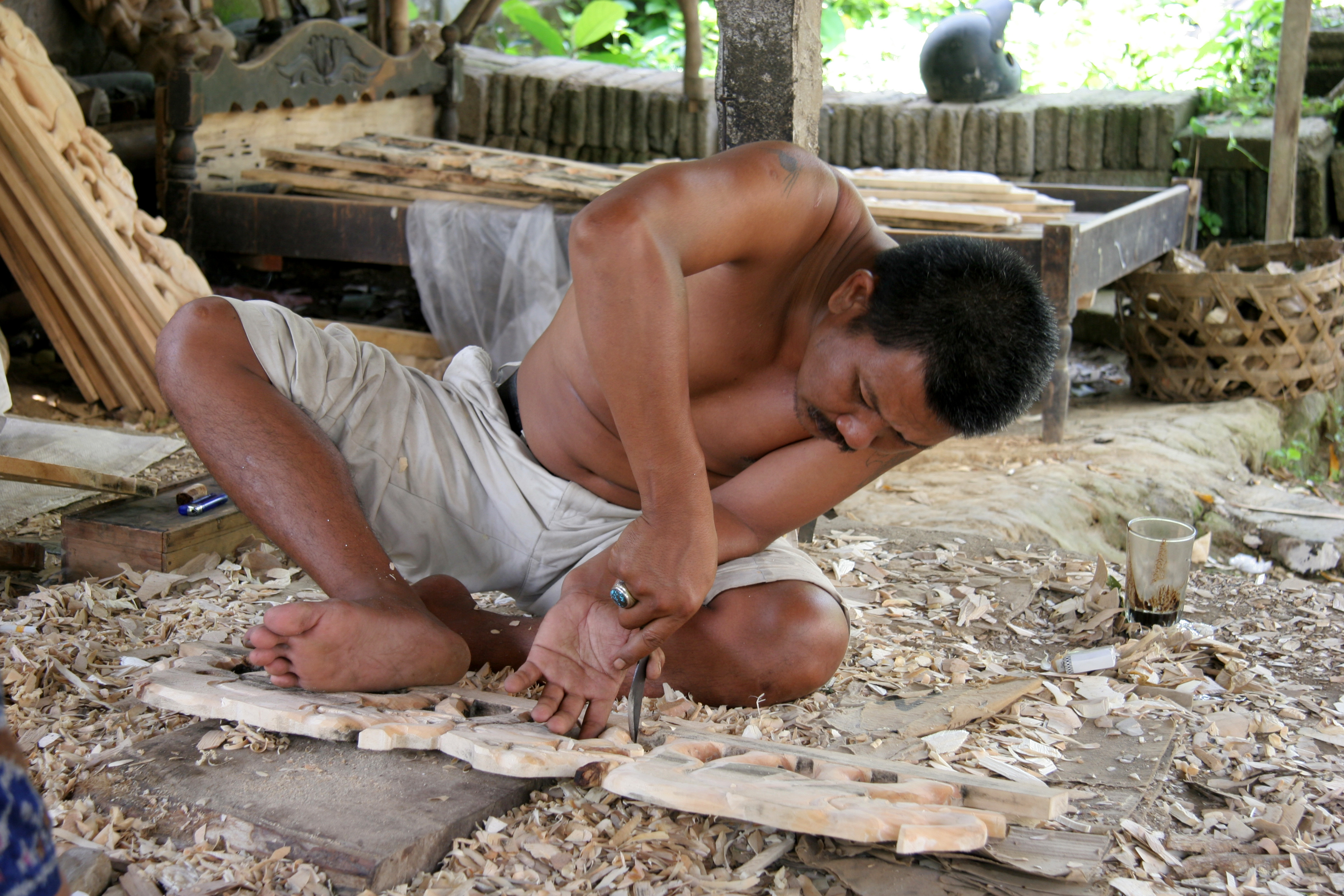
발리의 수공예 조각

발리 전통 공예의 기원은 화장 등의 종교 제례 때 바치는 제물로부터 시작되었다. 따라서 정교함이 엿볼 수 있는데, 목각은 장식 공예로 문이나 기둥 등의 건축물, 동상, 소품, 연극 가면 등으로 일상적으로 이용되어 왔다. 오늘날 볼 수 있는 동물의 사랑스러운 조상은 역시 "발리 르네상스" 시대에 태어난 것이다. 천 공예로는 이불과 수건 등 폭넓게 사용되는 민속 의상 사롱(sarong), 직물에서는 "자바 더"라고 불리는 바틱(Batik 및 이캇트 천)이 잘 알려져 있다. 그 밖에 추르크 마을의 은제품 역시 역사적으로 잘 알려져 있다. 그러나 공예품 제작자들의 대부분은 자신의 독창성을 살린 예술 창작 활동에 힘쓴다기 보다는 그 작품을 판매하는데 더 많은 관심을 가지고 있다.

### 회화

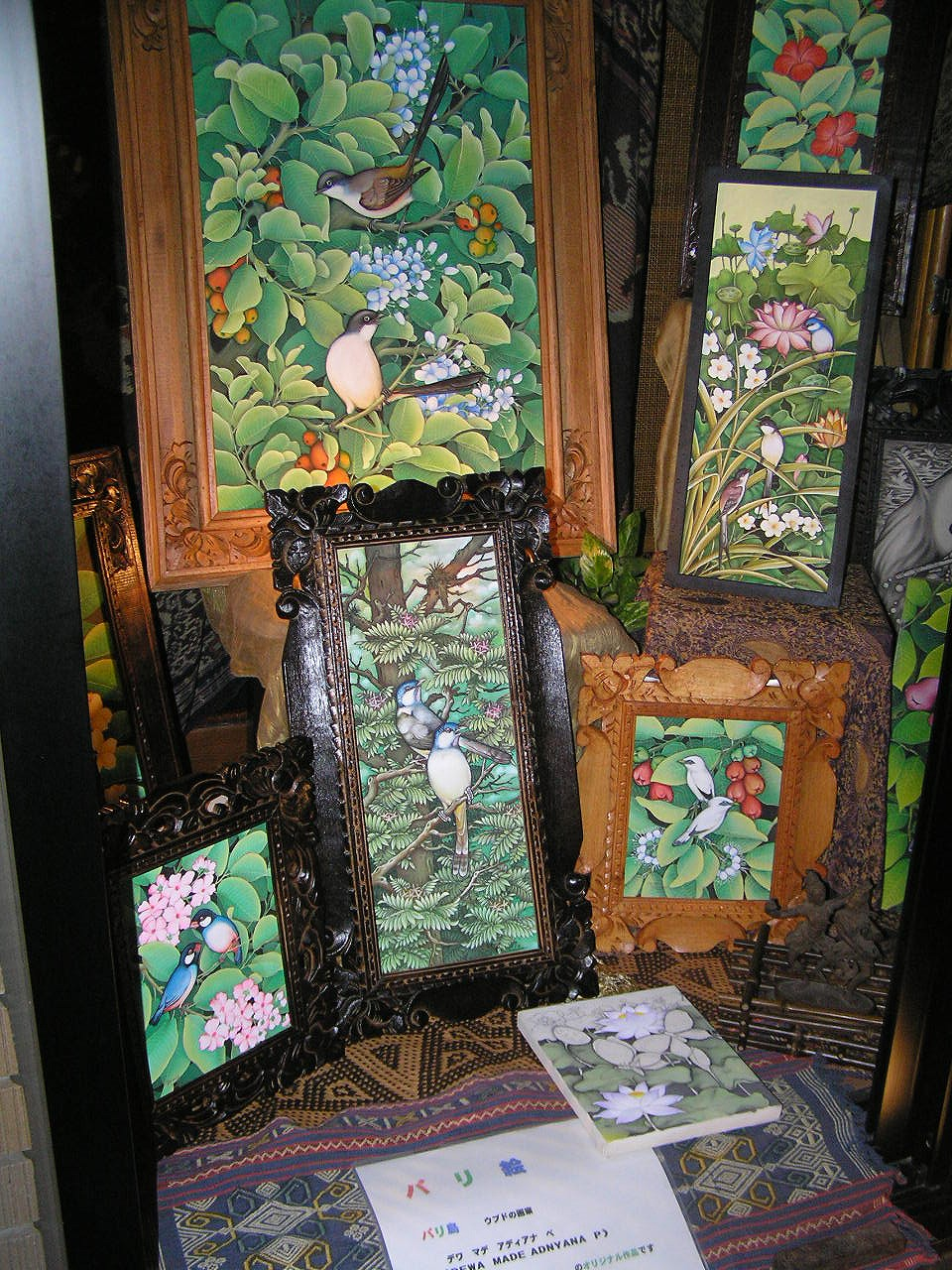
발리의 미술품

발리의 회화는 색채가 풍부하고 치밀한 묘사가 특징이다. 발리 회화의 기원은 16세기후반 마자파힛 왕조 무렵으로, 왕궁을 장식하기 위한 회화로 발전하여 '라마야나', '마하바라타'와 힌두교의 많은 신들이 소재가 되어 왔다. 당시부터 전해지는 발리 회화의 기법은 〈카마산 스타일〉이라 하고, 기본적으로 5색 (검정, 흰색, 노랑, 파랑, 갈색)을 사용하여 원근을 이용하지 않고 평면적으로 그려진 것들이 많다. 카마산 마을에서는 전통적인 기법의 계승과 함께 새로운 감성을 가미해 발전하고 있다.
네덜란드의 식민지 지배 시대였던, 1920년대에 섬에 왔던 발터 슈피스와 네덜란드의 화가 루돌프 보네 등과, 구스티 뇨만 렌 패드로 대표되는 발리 작가와의 교류를 계기로 ‘예술가 협회’ (피타 마하 협회)가 탄생해, 원근법 등 새로운 기법을 추가 발전시켜, 발리 회화는 국제적인 수준으로 탈바꿈하였다. 1930년대 절정기에는 100명 이상의 예술가가 피타 마하 협회에 소속되어 있었다. 얼마 전에 태어난 화법으로, 묵화와 같은 세밀화를 특징으로 하는 〈바투안 스타일〉과 보네의 지도로 탄생한 일상의 풍경을 소재로 하는 〈우붓 스타일〉 등이 있다.
또한 상거래에 의한 발리 회화 작품의 외부 유출을 막자는 움직임도 현지에서 시작되고 있다. 그 원조가 된 것이 우붓의 회화 판매상 와양 스테조 네카이며, 우붓에는 그의 설립한 《네카 박물관》이 운영되고 있다. 그 밖에 한때 루돌프 보네 등이 1956년에 세웠던 〈우붓 회화 미술관〉(프리 르키산), 《덴파사르 발리 박물관》, 《발리 문화 센터》, 그리고 1932년부터 사누르 해안에 살았던 벨기에 화가 르 메이요르의 작품을 직접 전시한 《르 메이요르 회화 미술관》 등이 있다. 그러나 일부 미술품 상점에서 유명한 화가의 작품으로 젊은 화가에 위작을 만들게 관광객에게 파는 경우도 있다.

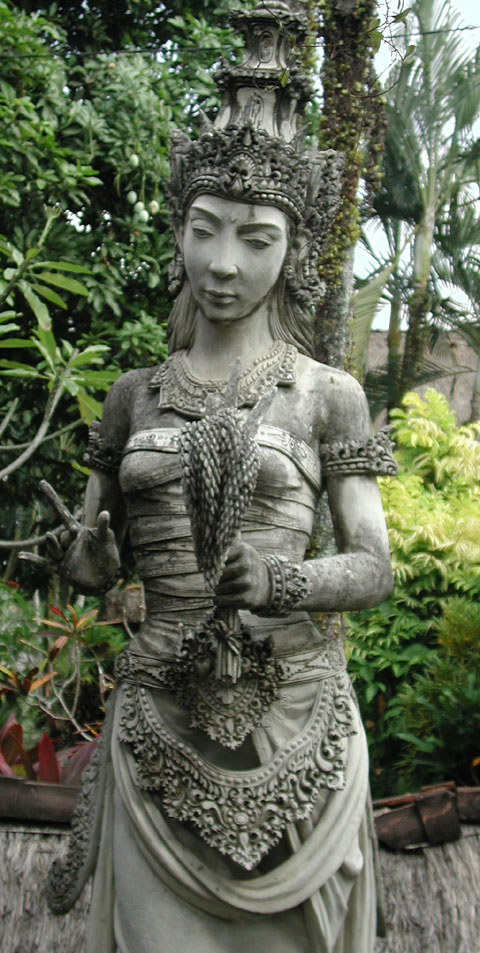
곡식의 여신 듀이 스리 상 우붓.
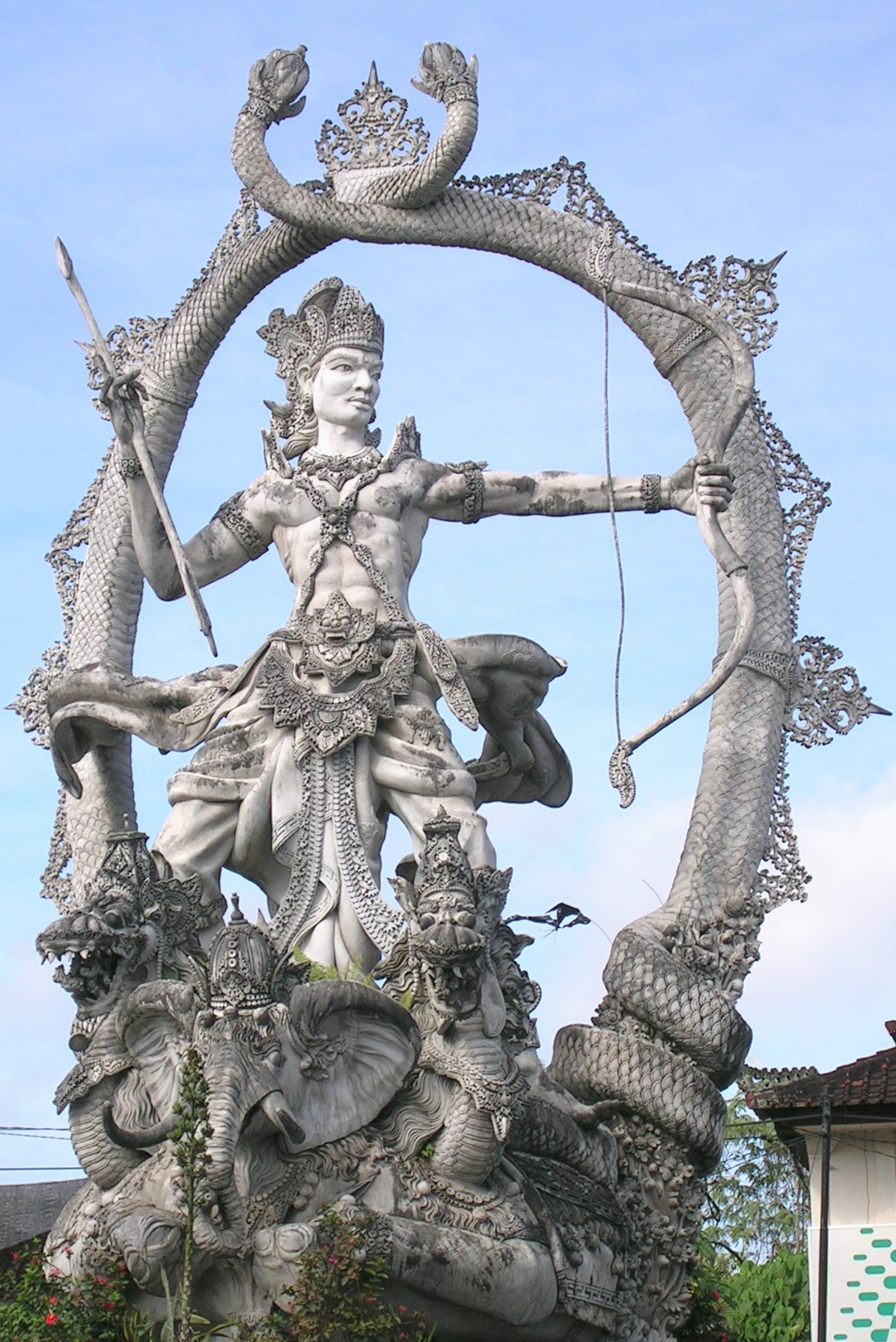
거리의 아르주나 상
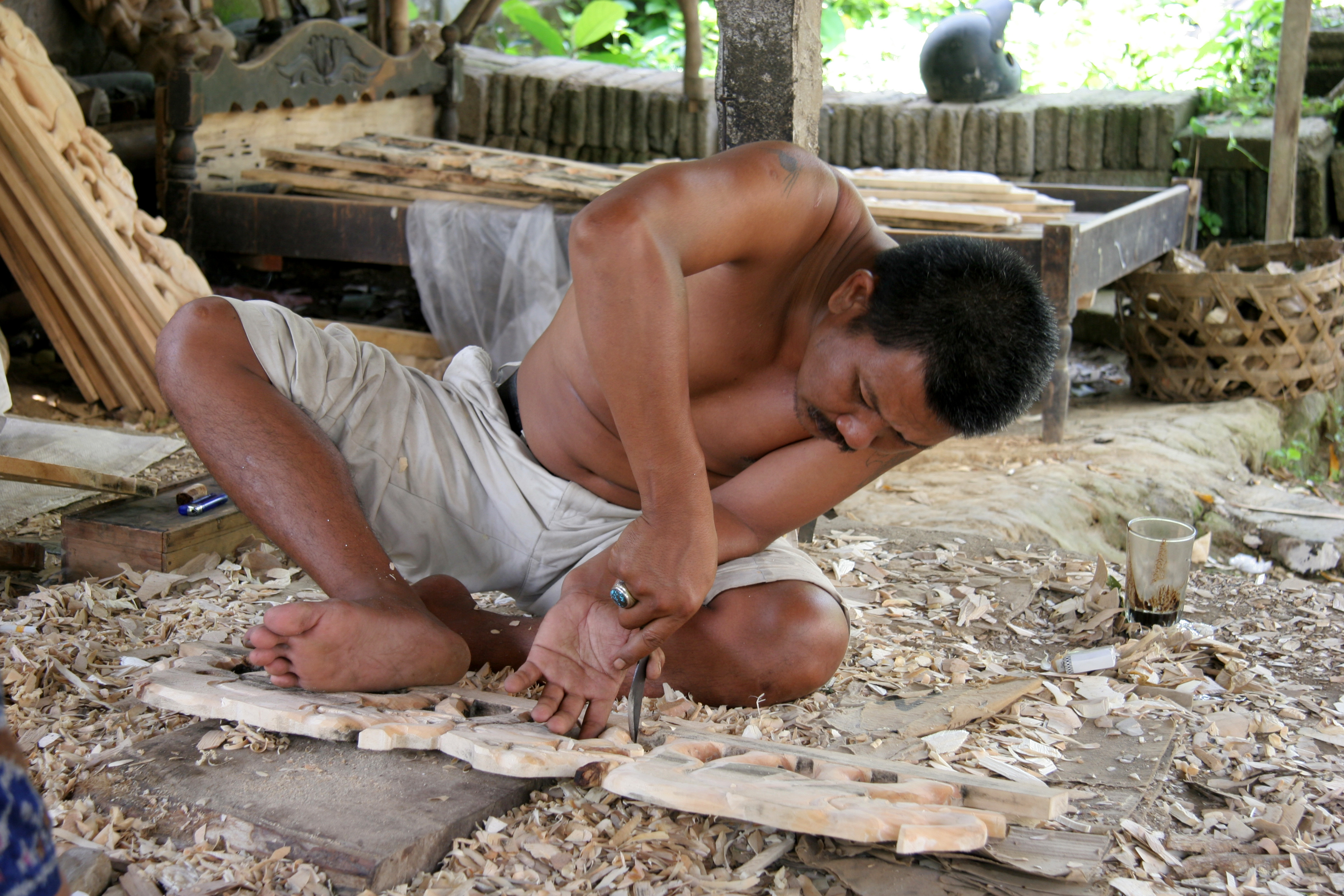
발리의 수공예 조각
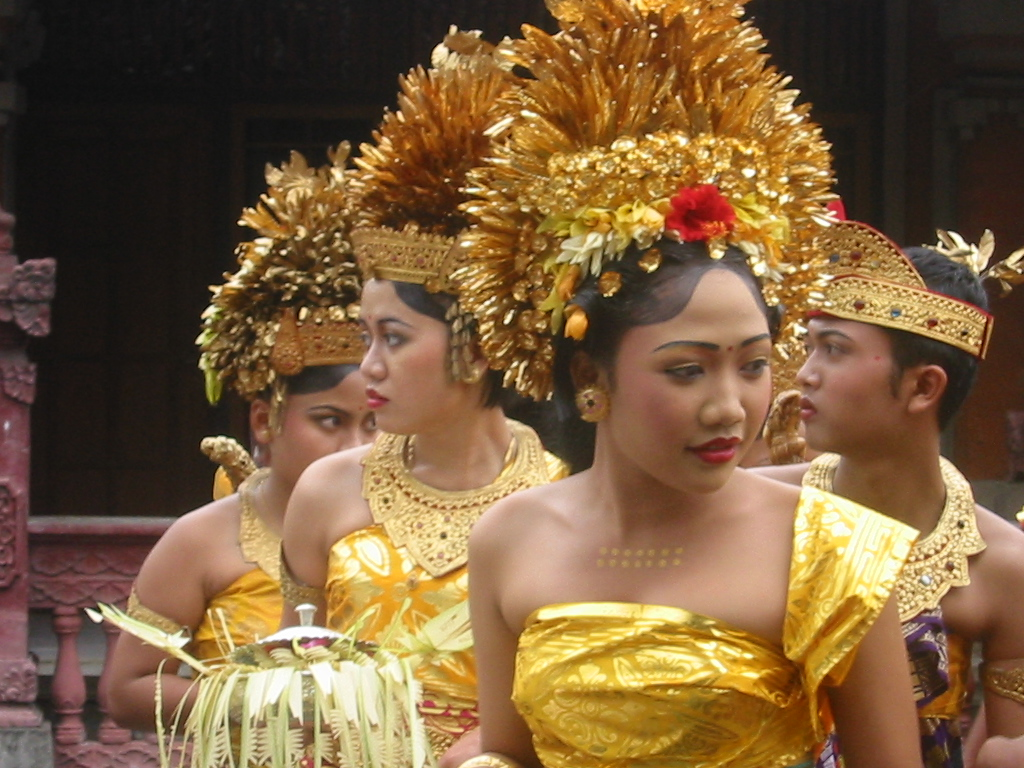
발리의 무용수

## 관광

### 남부 해변 리조트

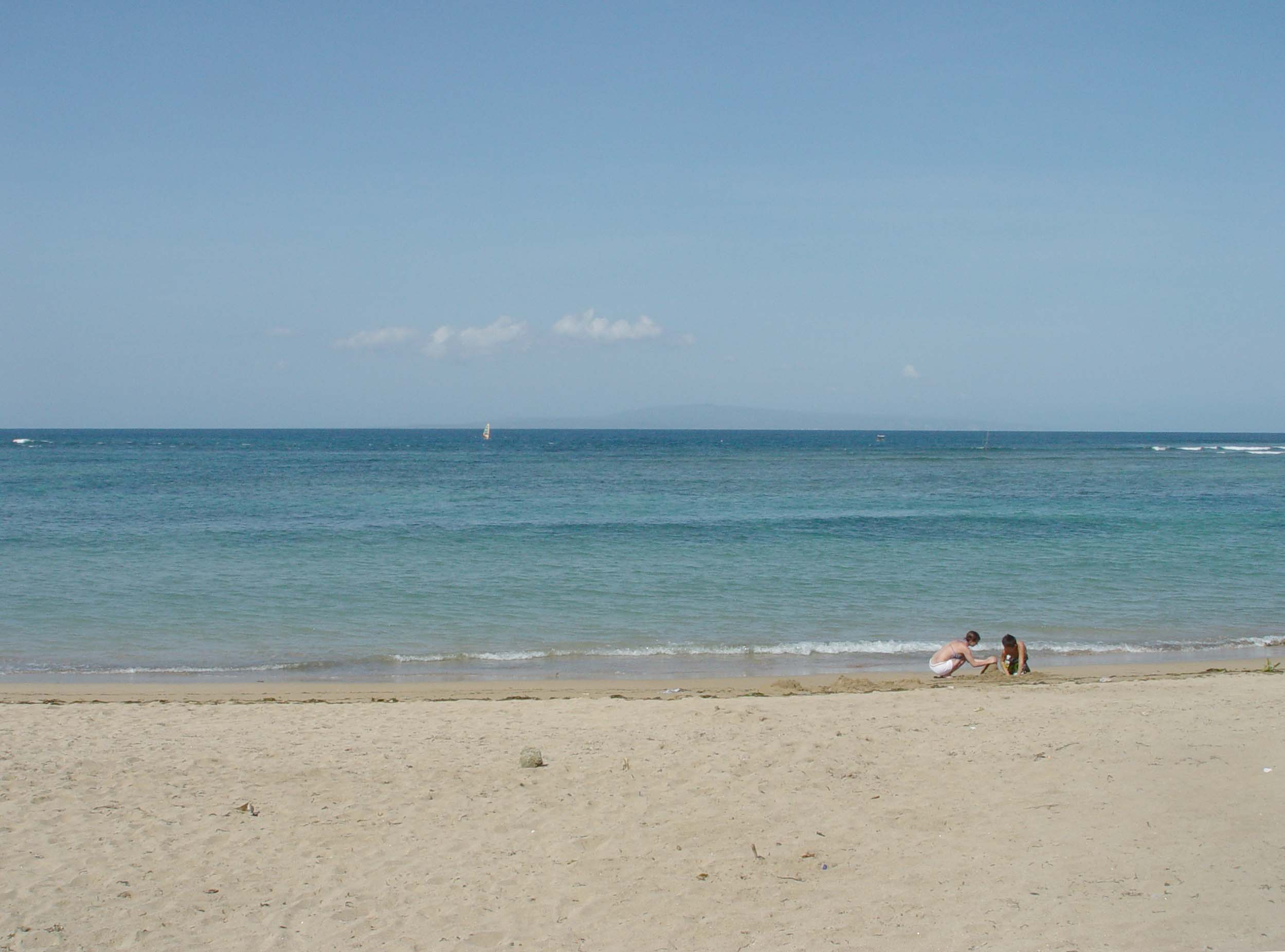
사누르 비치

발리섬의 관광 개발은 1969년 응우라라이 공항의 개항에 의해 단체 관광을 위한 대규모 개발이 시작되었고, 처음에는 판타이 사누르(Sanur)와 꾸따(Kuta)가 관광의 중심이 되었다.
곧 1980년대에 들어서면서 누사 두아에 고급 리조트를 건설하는 개발이 진행되었고, 1990년대에 들어서면서 개발의 물결은 이들 지역을 너머 꾸따 남북으로 확산되었다. 세미냑, 레기안, 짐바란에서 탄중 베노아에 이르는 해안에 넓은 관광 지대가 형성되게 되었다. 세미냑의 북쪽에는 타나 롯 사원이 자리를 잡고 있다. 사누르와 꾸따에서는 폭탄 테러 사건 전후에서 당국과 현지 사회의 치안 유지를 위해 단속이 진행되어, 포장 마차 등을 제거하도록 되어 있다.
발리는 이 섬의 남쪽 해안을 무대로 한 서핑의 메카이며, 건기, 우기를 불문하고 고품질의 파도를 찾아 세계 각국에서 서퍼들이 방문하고 있다. 서프 포인트도 많고, 파도의 성질도 다양하다. 최근에는 서핑으로도 생계를 유지하고 있는 사람도 많고, 서핑샵과 서핑 가이드 또는 서핑 관련 스폰서로 수익을 얻고 있는 프로 서퍼도 생겨났다.

### 주도 덴파사르

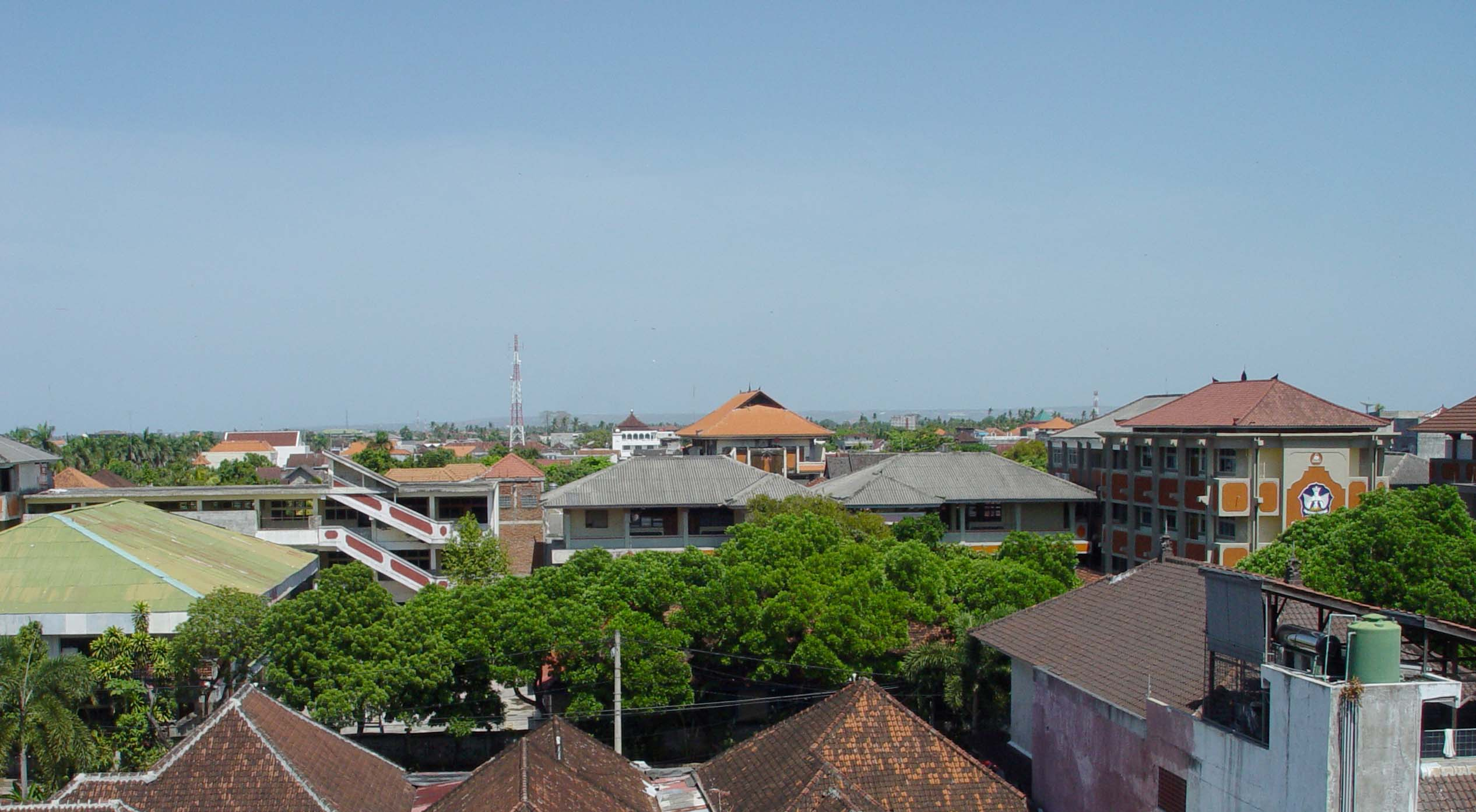
주도 덴파사르

주도인 덴파사르는 현지 사회의 상업 중심지며, 현지 주민이 다니는 쇼핑몰(발리 쇼핑 센터, 마타하리 등), 시장(수공예품, 직물 시장, 파사르 쿤바사리와 중앙 식품 시장의 파사르 바둔 등 ), 레스토랑, 공원이 많이 있다. 기타, 발리 주 국립 박물관과 뿌뿌탄 광장 등의 관광지가 있다.

### 우붓 산악 지대

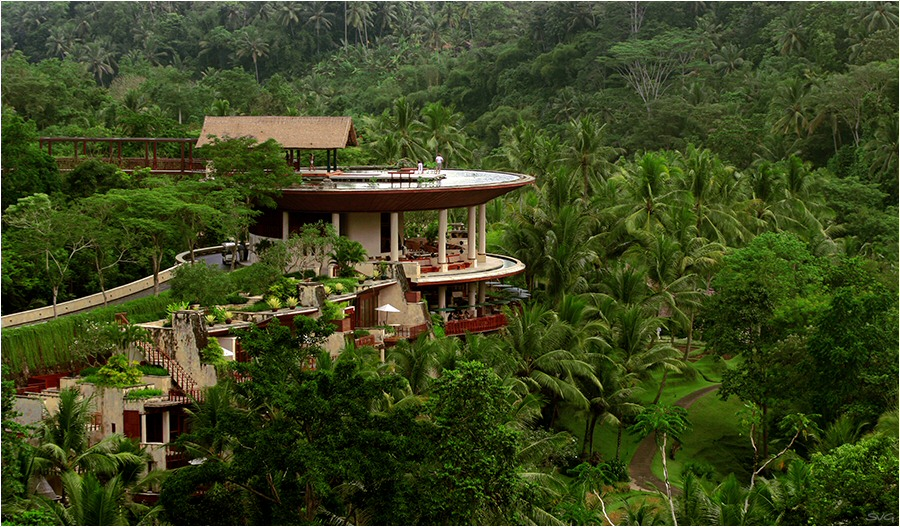
우붓 호텔

한편, 산의 측면으로 가면, 산중턱의 리조트 지역이 있는 발리의 모습을 볼 수있다. 그 대표적인 지역이 우붓이다. 이 "예술 마을"은 네덜란드 식민지 시대부터 알려져 있으며, 현재는 양질의 발리 댄스와 발리 예술, 바틱 등 염색 기술, 대나무 제품 등 전통 문화와 민예품 등 여러 가지를 볼거리를 제공한다. 우붓 남쪽에는 목조 마을 데사 마스도 번창하고 있다.
이러한 산간 지역에는 물질 문명과 현대 문명의 굴레에 지친 서양인과 외국인이 장기 체류를 하면서 발리의 문화를 배우고 가는 경우도 많고, 몇 개월에서 몇 년까지 발리에 머물면서 회화, 음악, 조각, 춤 등을 배우고, 또 자신의 예술적인 활동을 시작하는 사람도 볼 수 있다. 우붓은 다루무 아궁 사원에 위치한 우붓 원숭이 숲과 네카 미술관 등 미술관이 세워져 있다.
그리고 바투르 산이 우뚝 솟아있는 발리 중부 산악 지대는 낀타마니 고원, 브라탄 호수, 탐블링안 호수와 쟈티르위의 계단식논 등 발리의 아름다운 자연이 잘 드러나는 지역이다.

### 섬 동부, 북부

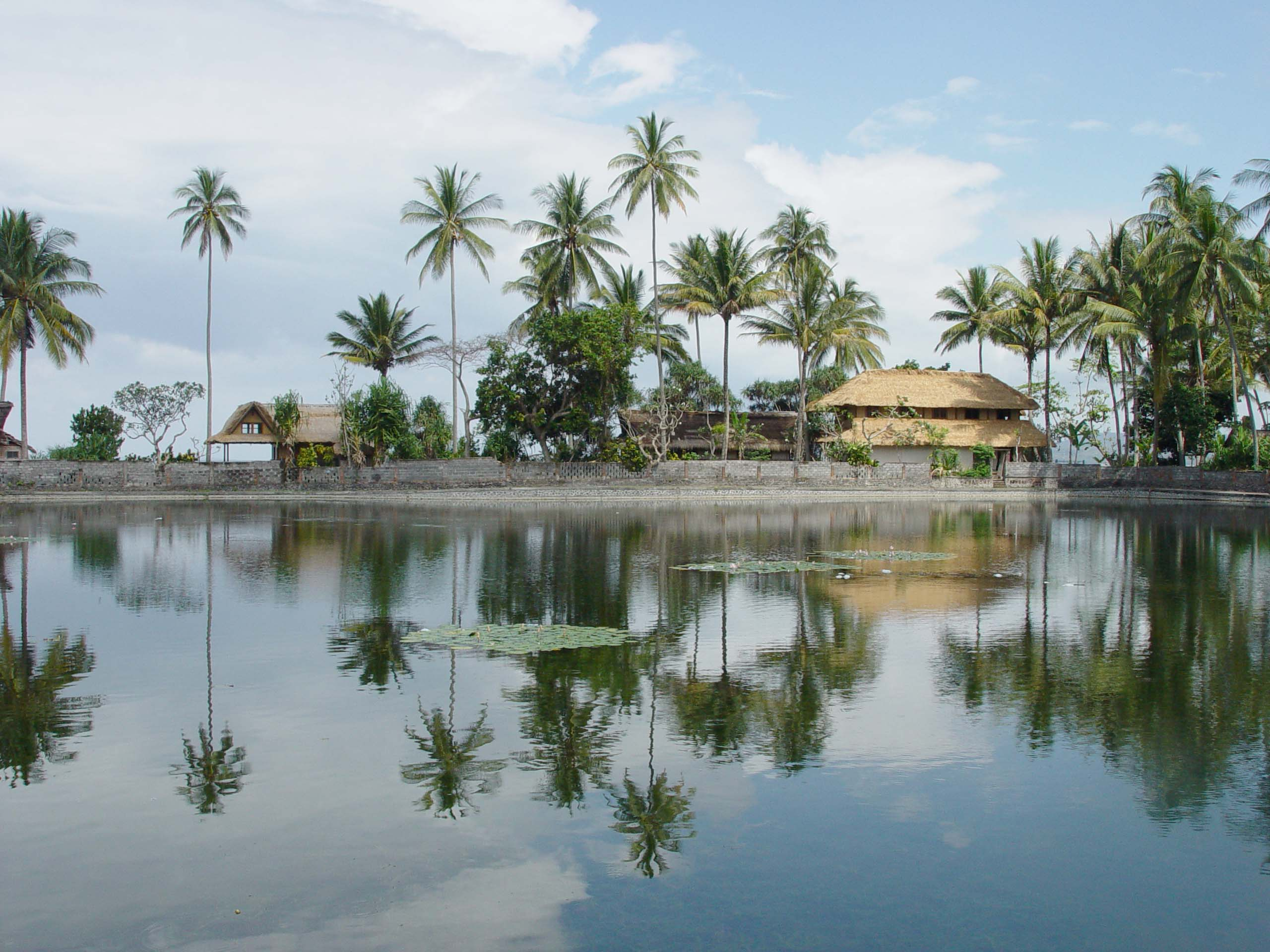
다사

또한 섬의 동부, 북부 해안 지역에서도 1970년대 이후 비치 리조트로 조용히 개발이 진행되고 있는 지역이 있다. 대표적인 것은, 발리 동부 다사, 아메드(Amed), 발리 북부의 로비나(Lovina) 비치, 발리 북서쪽의 쁘무트란(Pemuteran) 등이다. 이 지역은 스쿠버 다이빙, 스노클링의 명소로 유명한 해변이 여러 개 있다. 그 중, 발리 동부 뚤람벤(Tulamben)에서는 미국의 수송선 리버티 호가 일본군의 공격으로 해저에 침몰한 유물이 남아 있어 다이버들 사이에서는 널리 알려져 있다. 또한 발리 동부는 아궁 및 [[브사키(Besakih) 사원]이 섬 북쪽에 위치하며, 오래된 도시 싱아라자(Singaraja) 항구도 위치하고 있다.

## 교통

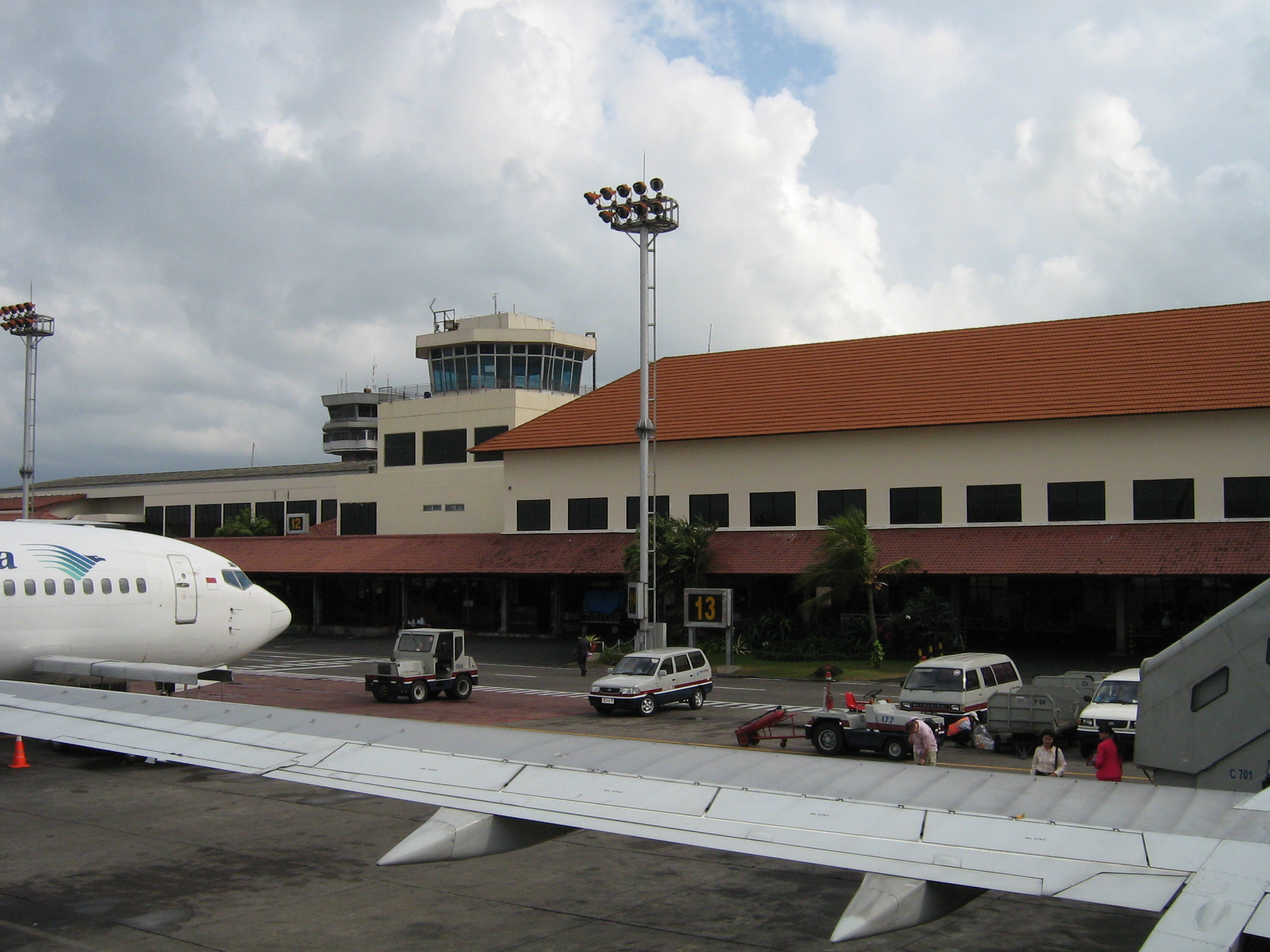
덴파사르 국제공항

발리의 관문인 덴파사르 국제공항이 섬 남부 (꾸따 바로 남쪽)에 위치하고 있으며, 자카르타, 인천, 싱가포르, 시드니, 런던 등 각지와 연결되어 있다. 개항 당시에는 발리까지 직항이 없었지만, 곧 해금되어 많은 관광객이 직항 노선과 자카르타 경유 항공편을 이용하게 되었다. 또한 인도네시아의 섬들을 연결하는 국내선 항공편의 편수도 많다.
바다로는 자와섬(기리마누쿠 - 쿠타빤), 롬복섬(빠당바이, 베노아 - 렌바루 항구) 등 인도네시아의 각 섬으로 페리로 연결되며, 편수도 많다. 인도네시아 동부 제도에 장거리 항로의 선박이 운항되고 있다.

### 지역 교통

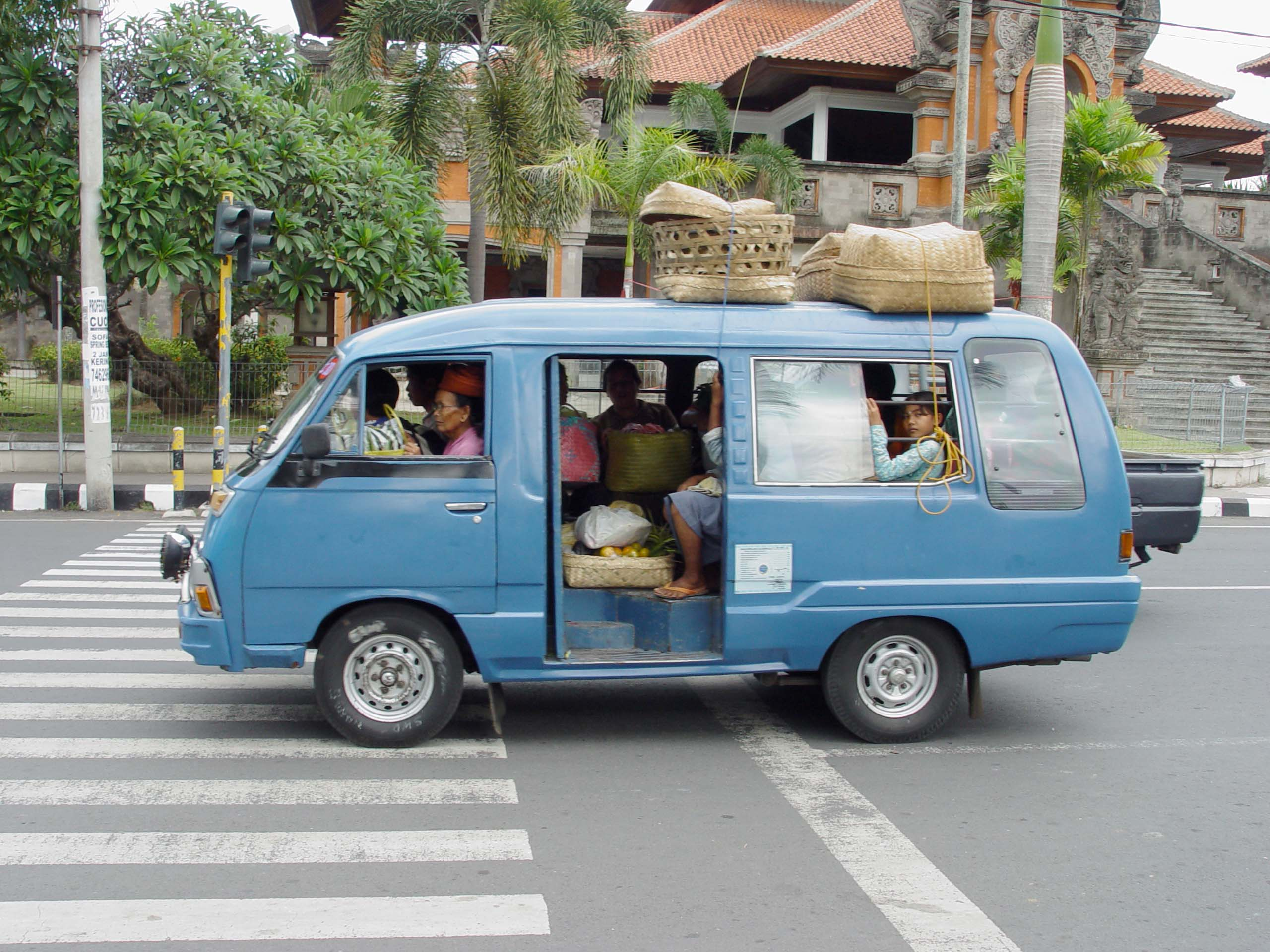
베모

섬 내부에서는 철도가 운행되고 있지 않고 있으며, 대부분의 이동은 자동차를 이용하게 된다. 발리는 해안을 따라 주요 지역을 연결하면서 일주하는 도로가 있다. 내륙에서는 특히 섬의 방대한 부분을 차지하는 남쪽 사면의 하천이 남북으로 깊은 골짜기를 만들고 있기 때문에, 그것 따라서 도로가 남북으로 나 있고, 동서로 달리는 도로는 별로 없다. 마을과 마을을 잇는 도로와 마을의 각 지역을 연결하는 도로는 거의 포장이 되어 있어 자동차의 통행에 문제가 없다. 중산층 이하 현지 주민의 주요 교통 수단은 오토바이와 베모이다. 또한 오제라는 오토바이 택시와 돗카루라는 조랑말 마차도 일부 지역에서 볼 수 있다.
장거리 이동의 경우에는 주요 지역에만 버스가 운행하고 있으며, 요금은 베모보다 저렴하지만 에어컨은 없다. 또한 한 지역에서 다른 지역으로 이동하기 위해서는 대부분의 경우, 덴파사르 터미널을 이용해야 한다. 이곳에서 섬의 주요 관광지를 잇는 에어컨 셔틀 버스가 매일 여러 대씩 운행되고 있다. 또한 남부의 주요 관광지, 즉, 덴파사르, 꾸따, 사누르 주변에서는 미터기가 달린 택시가 운행하고 있다.

## 치안
최근 몇 년간 폭탄 테러가 발생하기는 했지만, 서양이나 호주에 비해서도 발리의 치안 상태는 양호하다. 관광지에서는 관광객을 노린 범죄가 많이 발생하고 주로 꾸따 비치, 르기안 비치, 바 등에서 일반 관광객의 돈을 노리는 도둑질이나 사기가 자주 일어난다. 흉기를 이용한 강력범죄는 드물지만 관광객을 상대로 한 오토바이 날치기 등이 가끔씩 보고되고 있다.
- 2002년 10월 12일, 꾸따 해변에서 관광객을 목표로 한 차량 폭탄 테러로 202명이 죽고 209명이 부상을 당했다.
- 2005년 10월 2일, 꾸따와 짐바란 해변에서 연쇄 폭탄 테러가 발생, 26명이 죽고 127명이 부상을 당했다.
- 2009년 9월 19일, 규모 6.4의 강진이 일어났다.

## 미디어
- 2019년: 《똥강아지들》(SBS 플러스)[7]

## 지도
| 가잔 열도갠지스강고다바리강고비 사막나일강류큐 열도남중국해노르웨이해뉴기니섬네푸드 사막다싱안링산맥다뉴브강동시베리아해동중국해동해둥베이 · 평원랍테프해룹알할리 사막레나강마다가스카르섬마리아나 제도마르마라해말레이반도메콩강몰디브 제도몽골고원바렌츠해바이칼호바탄 제도발리섬발트해발하시호백해베링해벵골만보르네오섬북극해북해볼가강북드비나강브라마푸트라강사할린섬샤오싱안링산맥세이셸 군도소코트라섬수마트라섬술라웨시섬스리랑카섬스칸디나비아반도스타노보이산맥스프래틀리 군도시나이반도새머리싱가포르섬아나톨리아아덴만아라비아반도아라비아해아라푸라해아랄해아무르강아조프해아프리카의 뿔안다만 제도알타이산맥알류샨 열도에게해예니세이강오가사와라 제도오만만오비강오스트레일리아오호츠크해우랄강우랄산맥유프라테스강이란고원인더스강인도 아대륙인디기르카강인도양 (북부)인도차이나반도일본 열도자와섬주강장강치롄산맥카라해카라코람카스피해캄차카반도캅카스산맥캐롤라인 · 제도콜리마강쿠릴 열도쿤룬산맥크리스마스섬타이만대만타클라마칸 사막북태평양톈산산맥통킹만티그리스강티모르섬티베트고원파라셀 제도파미르페르시아만페초라강프라타스섬필리핀 제도필리핀해하이난한반도항가이산맥호르무즈홋카이도홍해화베이 · 평원황하황해흑해히말라야산맥힌두스탄 · 평원힌두쿠시class=notpageimage\| 아시아의 주요 지리 |